# Антипсихиатрия

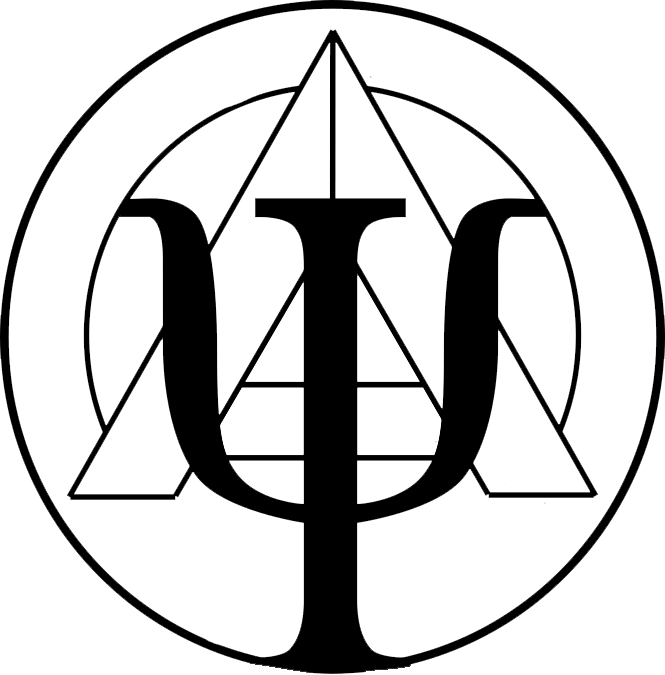
Символ антипсихиатрии

Антипсихиатри́я — международное движение и теоретические концепции, сформировавшиеся на фоне социальной нестабильности в начале 60-х годов XX века и представлявшие радикальную оппозицию психиатрии; междисциплинарное явление западной науки и культуры второй половины XX столетия:5,6, возникшее под влиянием как феноменологической психиатрии и экзистенциального анализа, так и бунтарских шестидесятых годов, контркультуры, протестных политических настроений.
По поводу соотношения антипсихиатрии и особенностей развития самой психиатрии нет единого мнения. Высказывается мнение, что развитие антипсихиатрии является скорее частью исторических потрясений данного периода, чем результатом эволюции научных идей, что антипсихиатрические модели не подтверждаются эмпирическим материалом, а порой и ему противоречат. Однако высказывается также и мнение, что в антипсихиатрии отражаются противоречия самой психиатрии и стремление их разрешить, антипсихиатрия — следствие закономерного развития психиатрии, критическая точка её истории, толчком к развитию этого движения явились кризис идентификации и этиологических гипотез, свойственный психиатрии того времени, и стремление осмыслить свои методологические и парадигматические основания, а также стремление к гуманизации.
Отчасти антипсихиатрию можно назвать гуманитарным, философским движением, однако антипсихиатрия чаще всего рассматривается как одно из направлений психиатрии или психотерапии. Она содержит идеи феноменологической психиатрии, экзистенциализма, герменевтики, структурализма, неокантианства, марксизма и радикальной политики. К самым известным антипсихиатрам относят Рональда Лэйнга, Мишеля Фуко, Дэвида Купера, Томаса Саса, Ирвинга Гофмана, Франко Базалью.
Взгляды антипсихиатров явились предметом бурных дискуссий и критики, резко негативный характер которой был обусловлен радикализмом этого движения. Однако антипсихиатрия способствовала реформированию системы психиатрической помощи, её гуманизации, повышению внимания психиатров к личности, судьбе, правам лиц с психическими расстройствами, к правовым аспектам психиатрии.

## Общее описание
Антипсихиатрия направлена на демифологизацию, разоблачение и радикальную перестройку современной психиатрии, рассматривая её как массовую форму насилия. Антипсихиатрическое движение возникло на фоне широкого общественного недовольства по поводу злоупотреблений и неудовлетворительных условий содержания пациентов в психиатрических больницах, возмущения субъективностью психиатрической диагностики и жестокостью таких мер, как электросудорожная терапия и длительная недобровольная госпитализация, и в ряде западных стран привело к деинституционализации психиатрической службы.
Антипсихиатрия представляет собой разнородное и противоречивое движение, вокруг которого сложилось множество трактовок и интерпретаций. Те или иные известные тезисы антипсихиатров в общественном сознании часто трактуются превратно, излишне буквально:8—10. Исследовательница антипсихиатрии О. Власова отмечает, что в антипсихиатрии и сформировавшемся вокруг неё пространстве существуют «тысячи ветвей и течений, тысячи поклонников, тысячи критиков и тысячи внутренних проблем. Погружаясь в антипсихиатрию, ты погружаешься в многоголосицу и споры…»:8—9
Некоторые исследователи утверждают, что развитие антипсихиатрии является скорее частью исторических потрясений данного периода, чем результатом эволюции научных идей, что антипсихиатрические модели не подтверждаются эмпирическим материалом, а порой и ему противоречат, не имеют научного подтверждения и не соответствуют методам медицинской диагностики, лечения и реабилитации психически больных. Однако, по мнению О. Власовой, в антипсихиатрии отражаются противоречия самой психиатрии и стремление их разрешить, антипсихиатрия — следствие закономерного развития психиатрии, критическая точка её истории, стадия радикального сомнения, на которой происходит отрицание естественнонаучной парадигмы, свойственной психиатрии:12.
В значительной мере антипсихиатрия является наследницей феноменологической психиатрии и экзистенциального анализа:9. Также на развитие антипсихиатрии повлияли психоанализ, теория маркировки, социология девиантного поведения, антропология, теория семейных систем, юнгианский анализ и др. В какой-то мере её можно назвать гуманитарным, философским движением:10. Теоретическая составляющая антипсихиатрии не совсем традиционна для самой психиатрии и является скорее социально-антропологическим, а не психиатрическим дискурсом. Однако толчком к развитию антипсихиатрии явились внутрипсихиатрические причины и потребности: характерное для самых различных наук XX века стремление осмыслить свои методологические и парадигматические основания, а также стремление к гуманизации. Возникновение антипсихиатрии отразило в себе кризис идентификации и этиологических гипотез, свойственный психиатрии того времени:12. Антипсихиатрия чаще всего рассматривается как одно из направлений психиатрии или психотерапии:8; наиболее авторитетные критики психиатрии во второй половине XX века были психиатрами. Интеллектуальным авангардом антипсихиатрического движения также считаются социологи (Мишель Фуко, Ирвинг Гофман).
В то же время на формировании теории и практики антипсихиатрии сказались особенности послевоенной эпохи и бунтарских шестидесятых годов, контркультура, протестные политические настроения. Таким образом, антипсихиатрия является одновременно и профессиональным, и социально-политическим движением:12, и как социально-политическое движение она была подготовлена развитием леваческой мысли и развивалась в её контексте. Подобно всем другим контркультурным движениям, антипсихиатрия выступает против буржуазного общества и его власти, против структур социальных институций, против подчинения индивида экономике и общественному мнению, против обобществления сознания человека и подавления его индивидуальности. В связи с этим немецкий психиатр К. Дёрнер замечает: «…реформа в психиатрии — всего лишь небольшое, хотя и очень важное звено в общем социальном отказе от изоляции»:73.
Антипсихиатрия содержит идеи феноменологической психиатрии, экзистенциализма, герменевтики, структурализма, неокантианства, марксизма и радикальной политики. Идеология антипсихиатрии основывается на психоаналитическом подходе к психиатрии, в противовес биологическому, который подразумевает, что в основе психических болезней лежит нарушение деятельности мозга, и которого придерживается биопсихиатрия. Антипсихиатрия утверждает, что внутренняя реальность и личная свобода должны быть независимы от любых критериев психического здоровья и психических заболеваний, которые пытаются разработать психиатры.
Основателем антипсихиатрии считается английский психиатр Рональд Лэйнг. К наиболее известным её представителям относят также Мишеля Фуко во Франции, Дэвида Купера в Великобритании, Томаса Саса и Ирвинга Гофмана в Соединённых Штатах, Франко Базалью в Италии:63:94:702. Понятие «антипсихиатрия» появилось и прочно вошло в повседневный язык благодаря политической активности Дэвида Купера.
В конце 1960-х годов антипсихиатрия стала массовым движением, объединившим психиатров, медсестёр, бывших пациентов психиатрии, юристов, журналистов и широкие слои сочувствующей общественности. В 1960—70-е годы некоторые представители антипсихиатрии в сотрудничестве с различными группировками проводили акции против психиатрических клиник.

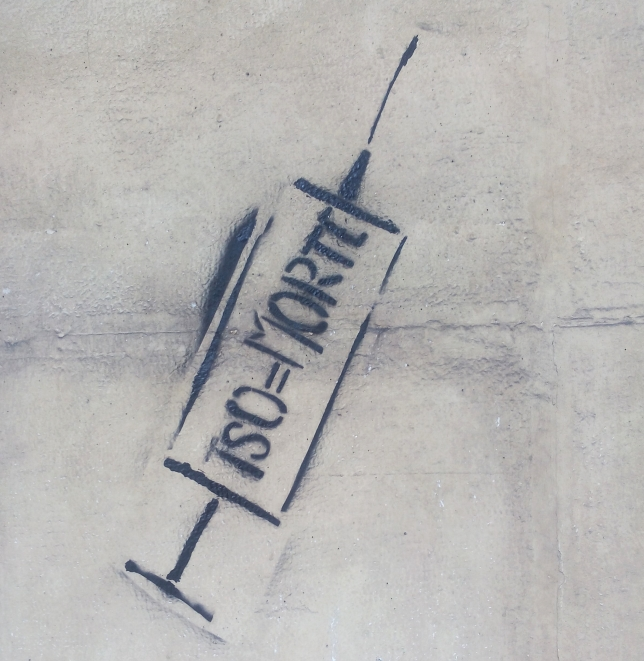
Граффити в Турине (Италия), выражающее протест против недобровольного лечения. Надпись «TSO=MORTE» означает «Недобровольное лечение = смерть»

В начале 1970-х годов в Англии началась новая волна антипсихиатрии — возникли такие крупные организации, как Mental Patients’ Union и World Network of Users and Survivors of Psychiatry (отмечалось, что последняя ставит перед собой целью ликвидацию психиатрических клиник и ряда медицинских институтов). С этого времени в различных странах (США, Канаде, странах Европы) возникает и множество более мелких групп, таких как Insane Liberation Front, Network Against Psychiatric Assault и др. К движению антипсихиатрии присоединяются многие бывшие пациенты, имевшие негативный опыт недобровольного лечения; нередко они называли себя «выжившими». Известными активистами этой волны антипсихиатрического движения стали, в частности, Леонард Фрэнк и Джуди Чемберлин.
В конце 60-х годов XX века к антипсихиатрическому движению примкнуло гей-движение, выступавшее за прекращение дискриминации сексуальных меньшинств и в апреле 1974 года добившееся исключения гомосексуальности из числа психических расстройств во втором издании диагностического и статистического руководства по психическим расстройствам (DSM-II).
Под влиянием радикальных представителей антипсихиатрии Генеральная Ассамблея ООН приняла в 1991 году Принципы защиты психически больных лиц и улучшения психиатрической помощи, которые стали рамочной основой для развития законодательства в области психиатрической помощи во многих странах. В конце 1990-х годов антипсихиатрия объединяла несколько тысяч психиатров, медицинских работников, бывших клиентов и пр.
В 1998 году в Берлине сторонниками антипсихиатрического движения был проведён «Трибунал Фуко о состоянии психиатрии», представлявший собой общественные слушания, но проводившийся в соответствии с общепринятой судебной процедурой. В вердикте, вынесенном по итогам «Трибунала», утверждалось, что психиатрия «виновна в преступлениях против человечности: преднамеренном унижении достоинства, лишении свободы и жизни», «нарушила клятву Гиппократа, применяя вредные химические препараты» и другие недобровольные меры вмешательства. «Трибунал» требовал отмены законов о психически больных, а также требовал компенсации за вред, причинённый пациентам.
В начале XXI века развивается радикальная форма массовой антипсихиатрии, представителями которой являются в том числе интернет-активисты, посвящающие свои блоги, веб-сайты, каналы YouTube и страницы Facebook критике психиатрии и психиатрической практики, особенно психофармакологии. Интернет дал возможность нынешним и бывшим психиатрическим пациентам широко распространять взгляды, убеждения, опыт и мнения, критические по отношению к психиатрии. Такая возможность была недоступна предыдущим поколениям пациентов.

С антипсихиатрией и резкой критикой в адрес психиатрии связана деятельность Церкви саентологии и учреждённой ею совместно с Томасом Сасом Гражданской комиссии по правам человека (ГКПЧ). ГКПЧ выпускает широко известные документальные фильмы, к которым относятся, например, «Психиатрия: индустрия смерти», «Как психиатрические препараты могут убить вашего ребёнка», «Убийственный куш: Закулисная история психотропных препаратов». Члены ГКПЧ регулярно противостоят психиатрии в СМИ, в залах суда и даже путём организации митингов на ежегодных собраниях Американской психиатрической ассоциации. Они также создали музей в Лос-Анджелесе под названием «Психиатрия: индустрия смерти».
Взгляды антипсихиатров явились предметом бурных дискуссий и критики, резко негативный характер которой был обусловлен радикализмом этого движения, но, несмотря на спорность и малообоснованность предложений антипсихиатров, многие из их критических замечаний оценивались как правильные и заслуживающие более глубокого рассмотрения.
Антипсихиатрическое движение способствовало повышению внимания психиатров к личности, судьбе, правам психически больных:18; оно существенно повлияло на организацию и качество психиатрической помощи, представители антипсихиатрического движения много сделали для её гуманизации. Оно явилось предтечей радикальных изменений в 1970—80-е годы, повышения внимания к правовым аспектам психиатрии, способствовало переносу акцентов на внебольничную помощь и созданию сетей социальной поддержки лиц с психическими расстройствами:18.

## Истоки антипсихиатрии

### Экзистенциально-феноменологическая психиатрия
В XX веке для естественных наук характерны такие тенденции, как очень значительная роль саморефлексии (наука обращается к себе самой, осмысляет собственное развитие, сохраняя при этом интерес к своему объекту), усиление междисциплинарных взаимодействий, активизация этической и антропологической проблематики, поворот к методологии. Это сказалось и на развитии психиатрии: происходит взаимодействие психиатрии и философии — философия расширяет свои границы, обращаясь к прежде чуждой для неё проблематике, а психиатрии, в начале XX века переживавшей кризис объяснительных гипотез и интерпретационных схем, философия представляет методологическую и концептуальную опору для критики её оснований:15—16. Процесс взаимодействия этих двух наук предстаёт как развитие и смена философских парадигм психиатрии:16:
1. Общегуманитарная парадигма (З. Фрейд, Е. Блейлер, Х. Прицхорн и др.) — до 1930-х годов.

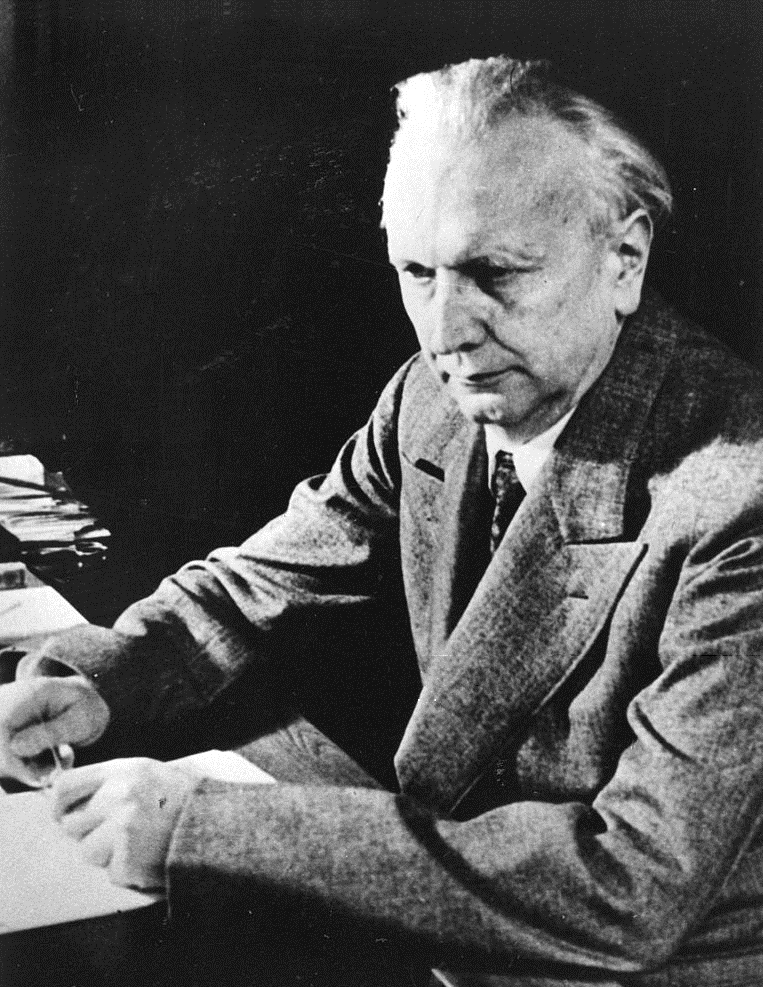
Карл Ясперс (1883—1969), немецкий философ, психолог и психиатр, один из основных представителей феноменологической психиатрии и экзистенциализма

2. Экзистенциально-феноменологическая психиатрия (феноменологическая психиатрия и экзистенциальный анализ) — с 1930-х по 1960-е годы.
3. Антипсихиатрия (социально-критическая парадигма) — с 1960-х годов до конца 1980-х.
4. Философия психиатрии — с 1990-х годов.

На первом из этих этапов происходит постепенная гуманитаризация психиатрии, постепенно формируется общее для психиатров и представителей гуманитарных наук пространство интересов и рефлексии:16, происходит расширение границ психиатрии. Гуманитаризации способствуют, в частности, психоаналитические и пропсихоаналитические теории и соответствующая практика лечения неврозов: психоанализ З. Фрейда, аналитическая психология К. Г. Юнга, индивидуальная психология А. Адлера и др.:16 Фрейд впервые предложил междисциплинарную теорию возникновения и развития психического расстройства (истерии), не ограниченную предметными рамками неврологии и психиатрии. Ряд теоретических нововведений Фрейда способствовал процессу интеграции философского и клинического знания: исследование бытия пациента, его внутренних переживаний; сближение понятий нормы и патологии; описание социума как активного, деятельного элемента по отношению к личности и др. Э. Блейлер совершил эпистемологический переворот в психиатрии, предложив диагностировать психическое расстройство по «невидимым» признакам, и первым описал внутрипсихическую реальность человека с безумием. Х. Принцхорн и К. Ясперс изучали творчество безумных пациентов, что повлекло за собой стирание грани между психической нормой и патологией, становлению философского «взгляда» на безумие.
Экзистенциально-феноменологическая психиатрия, объединяющая в себе феноменологическую психиатрию и экзистенциальный анализ (Dasein-анализ), является прямой предшественницей антипсихиатрии. К феноменологической психиатрии обычно относят идеи К. Ясперса, Е. Минковского, Э. Штрауса и В. Э. фон Гебзаттеля; к экзистенциальному анализу (Dasein-анализу) — идеи Л. Бинсвангера, М. Босса, а также их последователей: Р. Куна, А. Шторха, К. Куленкампфа, В. Бланкенбурга, Г. Телленбаха, Г. Кондрау и др.:17
Благодаря обращению к идеям феноменологии, экзистенциальной философии и других родственных течений и теорий представители экзистенциально-феноменологической психиатрии рассматривают психическое заболевание в философском аспекте, в контексте существования больного; для них болезнь представляет собой не столько медицинский, сколько антропологический и экзистенциальный феномен:18. В отличие от традиционной психиатрии, экзистенциально-феноменологическая психиатрия сосредоточивается не на поведении, не на симптомах, а на внутреннем опыте самого человека:20. Вместо психиатрических теорий и гипотез, симптомов и синдромов, поведения и внешних показателей она рассматривает сам мир переживания больного, при этом его патологические переживания, патологический мир оказываются равноправны мирам и переживаниям большинства людей и не менее реальны, чем психический опыт здоровых людей: «реальное» означает всё то, что происходит во внутреннем мире человека, и оно не обязательно должно соответствовать установленным законам природы:21. Психиатры начинают замечать в человеке с психическим расстройством личность (как позднее в рамках антипсихиатрии сформулирует Р. Лэйнг, «Если кто-то стоит по ту сторону пропасти, он не перестаёт быть человеком»):22.
Болезнь трактуется как модус человеческого бытия, способ существования больного, не похожий на модус существования большинства людей, при этом патологический опыт понимается не как опыт сам по себе, а как конкретный опыт человека, мир — как мир конкретной личности. Больной является человеком, но экзистенциально другим:23.
Антипсихиатрия наследует эту нацеленность на переживание и опыт больного, их полную реабилитацию, признание полноценности существования человека с психическим расстройством — вследствие этого представители антипсихиатрии неизбежно задают вопрос о том, почему, если мы признаём онтологическую полноценность лиц с психическими расстройствами, мы изолируем их и содержим в заточении. Таким образом, онтологическая реабилитация психического заболевания приводит на последующем этапе к критике психиатрии как социальной институции. В то время как для представителей экзистенциально-феноменологической психиатрии формирующим проблематизацию пространством была онтология, в центре внимания антипсихиатров находится не онтология, а социальная философия:29.
В экзистенциально-феноменологической психиатрии центром психического заболевания, его основным содержанием является небытие, опыт пустоты, процесс «ничтожения», и именно небытие задаёт опыт человека с безумием. Несмотря на постоянные указания феноменологических психиатров и экзистенциальных аналитиков на сохраняющееся в ничтожении сущее, процесс ничтожения у них рассматривается скорее в своём негативном аспекте — как признак личностного и экзистенциального распада человека с психическим заболеванием. Антипсихиатрия же наделила безумие положительным смыслом, представляя безумца исключительной личностью, сознательно или неосознанно отбросившей все условности социума и устремлённой к новым горизонтам существования. Безумец стал признаваться не больным (как в классической психиатрии) и даже не человеком с другим проектом существования (как у феноменологических психиатров и экзистенциальных аналитиков), его «другое существование» приобрело исключительный смысл и стало экзистенциально подлинным.

### Культурная антропология
Изучение причин психических расстройств и особенностей их течения привело психиатрию к необходимости выяснения их социального микро- и макроконтекста. Исследованием микроокружения (главным образом семьи) занимались представители школы «Пало Альто» (Г. Бейтсон, Д. Джексон, Дж. Хэли, Дж. Викланд и др.), изучение макроокружения проводилось в рамках этнографических и транскультурных исследований (Р. Бенедикт, М. Херсковиц, Дж. Деверо и др.).
Так, в 1920—1930-е годы, в период расцвета этнологии и культурной антропологии, авторы работ по культурной антропологии (Рут Бенедикт, Мелвилл Херсковиц, Джордж Деверо) рассматривали проблему психических заболеваний в культурном контексте, расценивая их формирование как функцию культуры. Утверждалось, что психическая норма детерминирована культурой: то, что признаётся ненормальным в одной культуре, может терпимо восприниматься или даже приветствоваться в другой:29—30. Р. Бенедикт отмечала в связи с этим: «Большинство людей пластичны по отношению к прессующей силе общества, в котором они рождаются. В обществе, где поощряется транс, как в Индии, они будут переживать сверхъестественный опыт. В обществе, которое институализирует гомосексуальность, они будут гомосексуальны. <…> Девианты, вне зависимости от типа поведения, который институализирован культурой, всегда в меньшинстве…»:31
Ж. Деверо трактовал шизофрению как этнический психоз западной культуры, для которого характерно восприятие реальности, сходное с архаическими формами мышления. Согласно Ж. Деверо, социокультурная реальность является пространством шизофрении: она не может запускать шизофренический процесс как таковой, но шизофрения представляет собой дезориентацию в этой реальности. Поскольку шизофрения укоренена в западной культуре, западная наука не может выявить её анатомические основания и этиологию и не способна вылечить от неё:32.
Согласно взглядам представителей культурной антропологии, общество так или иначе выражает себя через психическое заболевание — как негативно (сущность патологического — это отклонение от нормы, поведение, которое не включено в культуру), так и позитивно — в аспекте возможности: болезнь задаётся вытесняемыми или подавляемыми культурой антропологическими возможностями, которые сами по себе, вне связи с культурой, патологическими не являются:32. Изгоняя и исключая больного, общество вместе с тем и выражает себя в болезненных формах, которым само отказывает в признании:33.
Ключевой для формирования направленности и содержания проекта британской антипсихиатрии стала теория «двойного послания», возникшая в результате развития идей культурной антропологии: эту теорию разрабатывала в 1952—1956 годах группа исследователей школы «Пало-Альто» под руководством Грегори Бейтсона:33.
Согласно теории «двойного послания», в основе шизофрении, если рассматривать её с формальной, структурной точки зрения, лежат нарушения внутриличностной и межличностной коммуникации — неспособность понимать контекст сообщений, неспособность определять модальность как сообщений, получаемых от других лиц, так и сообщений, передаваемых самим «шизофреником», и его собственных мыслей, ощущений и восприятий:34,37—38.
Как утверждает Бейтсон, проявления шизофрении провоцируются ситуацией двойного послания, по модели которого организована вся окружающая шизофреника среда: и среда семьи (как в раннем, так и во взрослом возрасте), и среда психиатрической больницы:39—40. Бейтсон и его коллеги описывают пять составляющих ситуации двойного послания:38:
1. Не менее двух участников, один из которых обязательно является жертвой.
2. Повторяющийся опыт.
3. Первичное негативное предписание (либо в варианте «не делай того-то и того-то, иначе я накажу тебя», либо в варианте «если ты не сделаешь того-то и того-то, я накажу тебя»).
4. Вторичное предписание, вступающее в конфликт с первичным на более абстрактном уровне и, подобно первичному, подкрепляющееся наказаниями или сигналами, угрожающими самому существованию. Как правило, оно выражается невербальными средствами (поза, жесты, тон голоса) или речевыми формулировками, которые описывают, как нужно относиться к первичному предписанию.
5. Третичное негативное предписание, которое лишает жертву возможности выйти из ситуации.

Бейтсон характеризует шизофреногенную семью как стабильную или даже гиперстабильную систему, в рамках которой существование человека с шизофренией — как элемента, опровергающего основания семьи, её мировоззрение, философию, — поддерживает и регулирует гомеостаз семьи:41. Двойное послание представляет собой тупиковую ситуацию, из которой невозможно выйти, так как каждая попытка совершить это всё более затягивает человека в прежнюю ситуацию:43.

### Движение терапевтических сообществ (терапевтических общин)
В то время как теоретические положения антипсихиатрии формировались под влиянием марксистски ориентированной философии, экзистенциальной мысли и экзистенциально-феноменологической психиатрии, социальная практика антипсихиатрии разрабатывалась на основе существовавших уже в самой психиатрии наработок, представляя собой закономерное продолжение традиции социально-ориентированных психиатрических проектов:44. Поэтому практику антипсихиатрии нельзя считать полностью революционной: все её достижения имели свою историю и своих предшественников-первопроходцев в рамках самой психиатрии:44—45.
Традиция терапевтических сообществ зародилась в Великобритании как осуществление на практике теории социальных групп и группового анализа. Теоретической основой движения терапевтических сообществ стало утверждение, что социальная группа является, по сути, своеобразным организмом, который не сводится к сумме входящих в неё членов и обладает большой терапевтической ценностью:45.
Пионером практики терапевтических сообществ стал Максвелл Шоу Джонс (1907—1990), который вначале — в первой половине 1940-х годов — создал групповые семинары-встречи персонала и пациентов в больнице Милл-хилл в Лондоне, после окончания войны организовал терапевтические группы пациентов в отделении реабилитации бывших военнопленных в Южной больнице Дартфорда, пригорода Лондона, а в 1947 году стал заведующим отделением техногенных неврозов больницы в Бельмонте, и именно проект, организованный в этом отделении, сделал Джонса знаменитым на весь мир как зачинателя движения терапевтических сообществ. Заняв должность заведующего, Джонс уничтожил в этом отделении иерархию и ролевую структуру — приветствовалось свободное общение, существовали многочисленные группы и объединения (терапевтические группы, трудовые мастерские и др.), не было жёсткого режима и жёстких предписаний. Основным инструментом групповой работы являлись разнообразные групповые встречи, встречи сообщества — в том числе дискуссии по насущным социальным вопросам; лекции; встречи, на которых решались организационные вопросы, и пр.:49—51
В 1962 году Джонс становится главным врачом психиатрической больницы Динглтона в Мелроузе — городке к югу от Эдинбурга. В новом эксперименте он повторил свои прошлые достижения: были преодолены ролевые стереотипы, пациенты активно участвовали в собственном лечении и принимали также участие в решении проблем своих товарищей, организовывались многочисленные групповые встречи и семинары. Кроме того, Джонс стремился преобразовать институциональную структуру больницы, приспособив её к целям терапевтического сообщества. Был создан Руководящий комитет сотрудников, организационные вопросы решались коллегиальным путём. Джонс также создал группу бывших пациентов больницы и общежитие для пациентов, работающих за её пределами:52—53.
Другим истоком терапевтических общин считается Первый Нордфилдский эксперимент, возникший во время Второй мировой войны. Зимой 1942—1943 годов Уилфред Бион и Джон Рикман организовали помощь пациентам военного госпиталя, в основу которой лёг принцип групповой психотерапии. Эксперимент проводился в нескольких палатах Нордфилдского госпиталя в Бирмингеме. Пациентов обучали военным специальностям, на пациентов также возложили ответственность за порядок в палатах. В отдельной палате было введено самоуправление, практиковалось принятие самостоятельных решений, разделение ответственности. Большое внимание уделялось групповой терапии, и каждый пациент должен был войти минимум в одну группу. Невроз каждого из солдат считался общим врагом группы, против которого они боролись сообща с психиатрами:55. Благодаря хорошо организованной работе большинство пациентов были реабилитированы и вернулись на фронт, но из-за ослабления больничных порядков возникла анархия и нарушение дисциплины, и в результате проект был закрыт:57.
Через несколько месяцев после прекращения Первого Нордфилдского эксперимента работу по принципу терапевтической общины организовали в рамках целого госпиталя, что получило название Второго Нордфилдского эксперимента. Проект возглавлялся Гарольдом Бриджером, в нём участвовали также Э. Миллер, А. Торри, Т. Мэйн и З. Фоукс:57. Созданная ими терапевтическая община просуществовала около четырёх лет (с 1942 по 1946 год). В Нордфилде возникло множество творческих групп: свой журнал, газета, музыкальные ансамбли, театральные группы, группы танцев и др. Пациенты работали и за пределами госпиталя — в гаражах, фермерских хозяйствах, конторах и фирмах, детских домах. Ближе к концу войны порядки в госпитале становились всё более демократическими, поощрялась активность пациентов в организационных вопросах, и больница была преобразована в самоуправляемое сообщество:57—58.
Антипсихиатрия, наследуя практику терапевтических сообществ, вполне традиционна в этом смысле: её эксперименты не вносят много нового в эту практику:58. Однако практика терапевтических сообществ была значима для антипсихиатров не только в лечебном смысле, но и как практика перестройки микрообщества, как революционная практика реальной борьбы на микроуровне. Если для традиции терапевтических сообществ пространство, организованное как терапевтическая община, имело прежде всего лечебное значение, то для антипсихиатрии такое пространство приобретает и политический смысл: в нём каждый способствует перестройке не только пространства собственного сознания и собственной жизни, но и пространства общества и его идеологии:59.

## Варианты антипсихиатрии
Как утверждал польский психиатр Анджей Якубик, различают три основных варианта антипсихиатрии, хотя ни один из них, по словам Якубика, не разработал полной теоретической системы и не создал самостоятельной школы:
1. Объединяющий концепции, предложенные Лэйнгом, Купером и Эстерсоном — авторами феноменологически-экзистенциалистской ориентации, которые строили свои основные идеи (особенно Лэйнг) на теории патологии внутрисемейной коммуникации, разработанной калифорнийской школой из Пало-Альто (Бейтсон и др.).
2. Представленный взглядами Базальи, главным образом на вопросы политики, идеологии и революционных общественных преобразований.
3. Включающий в себя взгляды Саса, теоретические основы которых сформировались под влиянием Бинсвангера и фрейдизма.

По мнению исследователя антипсихиатрического движения Ольги Власовой, под термином «антипсихиатрия» может пониматься:7:
1. Школа психиатрии (во главе с Р. Лэйнгом), предложившая альтернативную концепцию происхождения и развития психического заболевания.
2. Радикальное направление психиатрии 1960-х годов (во главе с Д. Купером).
3. Контркультурное течение 1960-х годов — совокупность любых теорий и концепций, противостоящих «официальной» психиатрии.
4. Радикальное политическое движение, отстаивающее права лиц с психическими расстройствами.

В другой своей работе Ольга Власова отмечала, что существует антипсихиатрия как правозащитное движение, антипсихиатрия как движение пациентов (нынешних или бывших), антипсихиатрия как движение родственников больных, антипсихиатрия как движение против самого института психиатрических больниц и пр.:11
С. Ю. Головин выделяет два течения антипсихиатрии: направленное на уничтожение клинической психиатрии и направленное на реформирование и дополнение клинической психиатрии.
Исследователи выделяют также различные ветви антипсихиатрии по критерию национальности: английская антипсихиатрия, американская, французская, итальянская и т. п.:8 По мнению М. Т. Берлима, М. П. Флека и Э. Шортера, «так называемые антипсихиатры представляют собой группу людей, не имеющих друг с другом почти ничего общего за исключением того, что все они по разным причинам были критически настроены по отношению к психиатрии и психиатрам»:7.
Разнообразие антипсихиатрических и околоантипсихиатрических проектов и идей и разногласия между антипсихиатрами обусловлены, во-первых, множеством различных теоретических и мировоззренческих влияний: заимствованным вариантом марксизма, мировоззренческой позицией (экзистенциализм, либертарианство и пр.), преобладающим уровнем критической социальной теории (микросоциальный или макросоциальный уровень) и комплексом смежных немагистральных заимствований. Во-вторых, это разнообразие и эти разногласия задаются культурным фоном, социально-политическим климатом того времени, в котором формируется конкретный вариант антипсихиатрии. В-третьих, влияние оказывают национальные особенности системы оказания психиатрической помощи и организации психиатрических больниц:73.

## Региональные различия
Движение антипсихиатрии развивалось главным образом в трёх странах: Великобритании, Италии и США. Именно в этих странах осуществлялись первые эксперименты антипсихиатров и деинституционализация психиатрии приобрела наиболее масштабный характер, именно взгляды и практические достижения британских, итальянских и американских антипсихиатров стали прообразами и образцами антипсихиатрических теорий и реформ по всему миру:60.
В узком смысле понятие «антипсихиатрия» связано со взглядами и деятельностью ведущих представителей британской антипсихиатрии — Рональда Лэйнга и его ближайших коллег, в том числе Дэвида Купера и Аарона Эстерсона, а также деятельностью организованной ими Филадельфийской ассоциации:69—70. К особенностям британской антипсихиатрии относятся острая критика психиатрии как института власти и уделение особого внимания микросоциальному уровню внутригрупповых и семейных отношений, относительно разработанная социальная онтология, внимание к семье, к группе, в которую включён индивид, к межличностному взаимодействию, а также наибольшая теоретичность (в значительной мере благодаря теоретичности работ Лэйнга и Купера):70.
Практика британской антипсихиатрии в какой-то мере традиционна: она лежит в русле традиции терапевтических сообществ. Для «Шумной комнаты» и Кингсли-холла Лэйнга, «Виллы 21» Купера, а также проектов американских последователей Лэйнга — «Уиндхоса» Эдварда Подволла, «Сотерии» Лорена Мошера — характерны черты, сходные с особенностями первых проектов Максвелла Джонса. При этом британская антипсихиатрия ориентирована в большей мере на выработку практической альтернативы, чем на реальную деинституционализацию. Хотя в работах британских антипсихиатров присутствует жёсткая и обширная критика психиатрии как института власти, не предлагается никакой программы его реформирования:70.
Если работы британских антипсихиатров посвящены критике психиатрии как институции преимущественно в микросоциальном аспекте, то то у итальянских антипсихиатров — Франко Базальи и его сторонников — критика психиатрии приобретает макросоциальный характер и политическое измерение, проблема психического заболевания у итальянских антипсихиатров включена в широкую политико-экономическую перспективу. Их практика нацелена не на выработку альтернативы в рамках существующей системы психиатрической помощи, а на реформирование психиатрии как социального института и на разрушение психиатрической больницы:71. Сам Базалья заявлял по этому поводу:71:
В последние годы наша деятельность шла путями, в чем-то похожими, в чем-то отличными от тех, которыми двигался Рональд Лэйнг. Хотя наши методы и различны, мы оба отдали себя борьбе за изменение реальности. Теория и практика Лэйнга фокусируются и концентрируются на индивидуальном субъективном изменении, тогда как мы склонны концентрироваться на социальном преобразовании, сосредоточивая внимание на других уровнях этой проблемы. Лэйнг стремится встряхнуть человека с его инерцией изнутри; мы посредством специфической деятельности стремимся преодолеть инерцию общества.
Эти различия связаны в том числе и с особенностями системы психиатрической помощи в Великобритании и Италии. Итальянская система психиатрической помощи принципиально отличалась от британской:71 (в Великобритании значительно раньше, чем в Италии, прошёл этап освобождения психиатрии от наследия тюремного прошлого, система психиатрической помощи была медикализирована, в Италии же психиатрические больницы не столько выполняли лечебные функции, сколько были рычагом поддержания общественной безопасности и ограждения общества от неугодных, опасных элементов, и пациенты психиатрических больниц содержались в условиях, подобных тюремным:69—70); поэтому Базалья предпочёл разрушить существующую систему, а не последовательно её изменять:72.
Американскую антипсихиатрию и идеи, сходные с ней, можно разделить на три лагеря:72:
1. Теоретические взгляды и проекты Дж. Берка[англ.], Л. Мошера и других последователей британской антипсихиатрии, оказавших влияние на развитие американского коммунарного движения в психиатрии.
2. Социально и антропологически ориентированные исследования, изучающие психиатрическую больницу как институт власти, психическое заболевание как социально обусловленную девиацию: к таким исследованиям относятся работы Ирвинга Гофмана и Томаса Шеффа и близкие им труды по социологии девиации.
3. Критические взгляды Томаса Саса, ведущего «самобытного» представителя американской антипсихиатрии.

Сас крайне негативно относился к Лэйнгу и, хотя признавал при этом, что в некоторых аспектах, в том числе в критике психиатрии как социального института, его взгляды и взгляды Лэйнга совпадают, но уточнял, что в основе этого совпадения — лишь наличие общего объекта для критики: тоталитарной системы психиатрии. Не считая себя антипсихиатром, Сас, по его собственным словам, испытывал к Лэйнгу такие же чувства, которые испытывал Черчилль к Сталину:72. В связи с этим Сас отмечал:72:
…Антипсихиатры объявляли себя социалистами, коммунистами или, по меньшей мере, антикапиталистами и коллективистами. Точно так же, как коммунисты пытаются поставить бедных выше богатых, антипсихиатры ставят «безумие» выше «разума».

## Ключевые проблемы
Согласно Ольге Власовой, ключевыми проблемами, поднимаемыми антипсихиатрией в различных её формах, можно назвать проблемы:7:
- экзистенциальных предпосылок психического заболевания;
- онтологического статуса психического заболевания;
- места безумца в обществе;
- институционализации и деинституционализации;
- методов лечения психического заболевания;
- подавления личности и функционирования институтов власти;
- особенностей межличностного взаимодействия;
- неосознаваемых механизмов образования и функционирования группы и общества;
- защиты прав психически больных людей.

П. И. Сидоров и И. Б. Якушев отмечают, что антипсихиатры подвергали критике:
- неправомерное применение медицинских категорий и медицинских методов в отношении социальных и психических явлений;
- конвенциональный характер психиатрических диагнозов, высокую степень их условности;
- недостаточную теоретическую и клиническую обоснованность распределения нозологических единиц в классификациях;
- токсичность психотропных препаратов;
- отсутствие чёткого стандарта психической нормы;
- недобровольное лечение;
- игнорирование других подходов к проблеме психических расстройств;
- компрометирующие связи клинической психиатрии с фармацевтическими фирмами;
- жестокое обращение и контроль в отношении лиц с психическими расстройствами.

Как считает Юрий Савенко, основными претензиями антипсихиатрии к психиатрии являются:
- субъективность;
- многообразие и несогласованность теоретических представлений;
- разнобой, неопределённость терминологии, используемой психиатрами.

В другой работе Ю. Савенко и Л. Виноградова указывают, что антипсихиатры высказывают как справедливые критические замечания в адрес психиатрии, так и неоправданные. К справедливым Савенко и Виноградова относят протест против:
- «тюремного режима» психиатрических больниц;
- сегрегации пациентов в специализированных больницах;
- лишения лиц с психическими расстройствами прав человека;
- вмешательства психиатров в социальную жизнь в роли полицейских;
- расширительной диагностики.

К неоправданным критическим замечаниям антипсихиатров Савенко и Виноградова относят следующие утверждения:
- заявление об отсутствии удовлетворительных критериев психической болезни;
- об отсутствии объективных методов диагностики психического расстройства;
- о произвольности нозологической классификации;
- о том, что фармакотерапия — не столько лечение, сколько «цепи, наложенные изнутри»;
- отрицание самого понятия психической болезни и психиатрии как формы социального контроля и политического насилия.

## Социальная и антропологическая теория антипсихиатрии

### Социальная теория
Возникнув как следствие противоречий психиатрии, как следствие тупика, в котором она оказалась, антипсихиатрия, тем не менее, рассматривает эти противоречия не в пространстве самой психиатрии, а в пространстве социально-антропологическом. Критику психиатрии антипсихиатрия развивает в рамках более широкой критики общества, общество же не мыслится в отрыве от человека, и поэтому вся антипсихиатрическая теория носит социально-антропологический характер. Психиатрию в своих работах представители антипсихиатрии рассматривают как социальный институт и возвращаются в своей критике к историческому этапу зарождения психиатрии как дисциплинарной общественной институции и как института психиатрической помощи. Проблемы психиатрии здесь рассматриваются как проблемы всего общества и всех людей, нуждающиеся в скорейшем разрешении:382.
Социальная теория антипсихиатрии включает в себя два пласта, составляющих неразрывное единство: социальную теорию психического заболевания и социальную теорию групп и общества. При этом социальная теория антипсихиатрии охватывает несколько уровней социального:383:
- непосредственная межличностная коммуникация индивидов;
- микросоциальный уровень группы;
- макросоциальный уровень социальных институций;
- макрополитический уровень общества в целом.

Согласно мнению антипсихиатров, общество или группа образуются посредством усреднения и отчуждения поведения или переживания отдельных личностей, и это усреднённое поведение или переживание и похожи, и непохожи на таковые у входящих в общество или в группу индивидов, потому что социальная целостность не равна сумме составляющих социум частей. Так как усреднение обеспечивает прочность структуры, общество любыми средствами вынуждено сохранять это усреднение, прежде всего с помощью власти, принуждения. Любое отклонение от среднего должно быть унифицировано, принуждено или исключено с помощью социальных институтов. Как утверждают представители антипсихиатрии, это усреднение существует на всех уровнях социального. Социальное антипсихиатры мыслят преимущественно в негативном ключе, разделяя пространство опыта и поведения на две области: подлинное личностное пространство и неподлинное, отчуждённое, усреднённое, ложное социальное пространство:384.

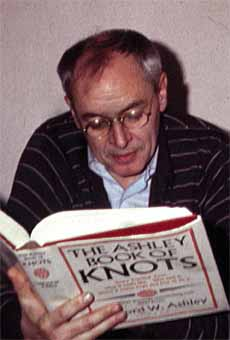
Рональд Дэвид Лэйнг (1927—1989)

Социальную теорию взаимодействия на межличностном уровне разрабатывают лишь представители британской антипсихиатрии, прежде всего Рональд Лэйнг, однако взгляды Лэйнга по этому поводу разделяют все представители антипсихиатрии. Согласно этим взглядам, уже на уровне межличностной коммуникации происходит не просто приспособление человека, но искажение его опыта, мышления и поведения; внутренний опыт человека, выражаясь вовне, уже не принадлежит ему и претерпевает последовательные трансформации. На межличностном уровне развёртываются тончайшие механизмы управления и принуждения — Бейтсон называет их «двойным посланием», а Лэйнг — мистификацией:384—385.
Своеобразным «мостом» между непосредственным межличностным взаимодействием и общественными институциями является социальная группа (в частности, семья), которая представляет собой иерархически первую социальную целостность, и поэтому именно на уровне социальной группы возникает необходимость в управлении. Семья, с точки зрения антипсихиатров, — типичная социальная группа, ячейка общества, институция и образец для других социальных институций, всем входящим в неё индивидов она даёт только усреднение, принуждение, исключение. Семья нередко становилась объектом исследования для антипсихиатров; и как самого Лэйнга, так и его последователей обвиняли в нападках на семью:385—386.
Сходным образом антипсихиатры оценивали и другие социальные образования и институции, изменяющие личность человека по имеющемуся шаблону, управляющие им и изготавливающие из него одномерный продукт. Именно такой институцией и является психиатрия, которая, с точки зрения антипсихиатров, по преимуществу не выполняет заявленных медицинских функций, а представляет собой дисциплинарную практику, санкционированную государством, институт принуждения и изоляции:386.
Антипсихиатры утверждают, что рассмотрение психического заболевания в понятиях патологического процесса непродуктивно, поскольку такое рассмотрение не затрагивает личность больного. Болезнь оценивается при этом, согласно инфекционной метафоре, как процесс, который захватывает человека и с которым он справиться не в состоянии, причём природа этого процесса неясна. Антипсихиатры же предлагают объяснить этот процесс, обратившись к его контексту — к социальной практике группы, и, таким образом, болезненный процесс становится понятным в рамках социальной системы, взаимодействия между людьми. Именно посредством изменения взаимодействия между людьми и можно преодолеть этот процесс, причём в работу по его преодолению может быть включён и сам больной:387.
Наиболее разнообразна и проработана социальная теория у Лэйнга, в работах которого она охватывает все уровни социальной жизни, и Лэйнг — единственный из всех антипсихиатров, кто создал проработанную онтологию общества; возможно, именно поэтому идеи Лэйнга стали наиболее популярными за границами психиатрии:387. Согласно Лэйнгу, социальная группа возникает путём тотализации и не имеет онтологического фундамента, компенсируя его жёсткой структурой. Все члены общества обязаны разделять принятый в нём усреднённый опыт, и поддержание этой ложной реальности — непременное условие существование социума. Межличностное взаимодействие тоже является пространством тотализации опыта, оно обеспечивает поддержание целостности группы. Шизофрения же, по Лэйнгу, — результат социальной репрессии в семье и в обществе. Шизофреник переживает опыт, отличающийся от психического опыта большинства, угрожает целостности общества, в результате чего общество лишает его социального и правового статуса:388.
Многоуровневая социальная теория Лэйнга сформировала базу для теории и практики британских антипсихиатров, и каждый из последователей Лэйнга так или иначе брал её за основу, немного изменяя её и расставляя свои акценты. В частности, Дэвид Купер на основе лэйнговской социальной теории психического заболевания выстроил свою теорию революционного статуса безумия. По мнению Купера, психическое заболевание заключает в себе возможность революционного преобразования, являясь по сути деструктурированием отчуждённых структур существования и реструктурированием подлинного бытия, преодолевая отчуждение и становясь первым этапом построения нового общества равных. Купер критикует развитые капиталистические страны, в которых общество подавляет индивида, вынужденного разделить социальную реальность и говорить на принятом языке. Орудие этого подавления — семья как нуклеарная ячейка капиталистического общества. Противопоставление подлинного индивидуального и неподлинного социального опыта влечёт за собой возникновение теории метанойи и характерной для британской антипсихиатрии практики терапевтических сообществ:388—389.
Другие антипсихиатры, выстраивая свою социальную теорию, уделяют меньше внимания межличностному взаимодействию и сосредоточиваются на макросоциальном уровне социальных институций и макрополитическом уровне общества в целом. Например, теоретические идеи Франко Базальи сводятся в основном к теории институции и власти и осмыслению роли интеллектуала в обществе. По мнению Базальи, буржуазное общество представляет собой общество неравенства, одни члены которого господствуют, другие подчиняются. Эта власть осуществляется благодаря социальным институциям и специалистам-практикам — власть маскируется и реализуется обходными путями, а не напрямую, в результате снимается напряжённость и опасность открытого сопротивления. Основную роль при этом играет специалист-практик, который управляет подавляемыми, укрепляя общество. Однако он может и сопротивляться власти, благодаря этому реформировав институцию, в рамках которой функционирует, и таким образом нанести удар по тоталитарности общества:389.
По утверждению Томаса Саса, общественная идеология носит тоталитарный характер, и включение в социальный организм связано с подчинением социальной системе. Психическое же заболевание носит характер автономии, противостоящей власти; по сути душевная болезнь — это миф, уловка языка, которые применяются, чтобы оправдать властное насилие общества. Психиатрия же представляет собой один из институтов власти, изобретающий психически больного как козла отпущения общества:389.

### Теория психического заболевания
В значительной мере свою теорию психического заболевания антипсихиатры заимствуют у экзистенциально-феноменологической психиатрии, и эта теория носит экзистенциальный характер, но по-разному преломляется у каждого из представителей антипсихиатрического движения. У Лэйнга это прежде всего теория онтологической неуверенности и развоплощённости, у Купера — деструктурирования сознания, у Саса — бремени непонимания, у Базальи — утраты свободы и ответственности:377.
Антипсихиатры рассматривают психически больного вне традиционных клише, стремясь представить его как человека, заплутавшего в сложной сети социальных отношений. В отличие от классической психиатрии, рассматривающей человека изолированно, антипсихиатрия погружает его в насыщенный социальный контекст, благодаря чему болезнь оказывается функцией общества, его институций, социальной группы, межличностной коммуникации. Большинство представителей антипсихиатрии не утверждают, что за психической болезнью не стоит никаких изменений; они признаю́т, что у лиц с психическими расстройствами изменяются и переживание, и поведение, но рассматривают их не в рамках классической психиатрической парадигмы, а помещают в контекст социальных связей:390.
Ошибочно было бы утверждать, что антипсихиатры (в том числе те из них, кто были психиатрами) буквально отрицали безумие и утверждали, что безумец здоров. Представители антипсихиатрии «уничтожали» безумие так же, как современные им представители постструктурализма «убивали» картезианского субъекта. Отрицание психической болезни представляло собой своеобразный методологический приём, с помощью которого антипсихиатры ярко высвечивали проблемы современного им общества, выстраивая социальную феноменологию безумия, где поиск его экзистенциальных оснований дополнялся исследованием механизмов функционирования общества и его структуры. Психическая болезнь с позиций этой социальной феноменологии представала как свидетельство болезни общества — точнее, неспособности общества к переструктурированию, постоянного стремления во что бы то ни стало сохранить свою жёсткую структуру.
Благодаря рассмотрению психического заболевания в социальном контексте дискурс психической болезни становится в антипсихиатрии дискурсом о человеке: его месте в обществе, его опыте, поведении, его развитии, — поэтому в рамках антипсихиатрии получает развитие не только социальная, но и антропологическая теория с ярко выраженной экзистенциальной направленностью: антипсихиатрия поднимает вопросы свободы и ответственности, выбора и становления личностью, подлинности и необходимости подчинения:390. Особенно остро ставит антипсихиатрия проблемы выбора и свободы: возможна ли в социуме свобода и можно ли в нём сохранить подлинность. Психически больной человек, человек с шизофренией, оказывается для антипсихиатров воплощением подлинности и свободы, благодаря чему формируется его романтический образ, в противоположность традиционной психиатрической трактовке заболевания как дефицита и негативного феномена:390—391.

#### Теория психического заболевания в работах Лэйнга и Купера
По мнению Лэйнга и Купера, человек рождается неотчуждённым и не знает различия между иллюзией и реальностью (для ребёнка мир фантазии не менее правдоподобен, чем «реальный» мир взрослых), переживание его истинно, он экзистенциально «чист» и «невинен». Однако ребёнок уже вскоре после рождения осознаёт, что не может существовать независимо от других людей и не выживет в одиночестве, поэтому он усваивает социальные ценности и нормы, включается в социальную группу. Этот процесс становления человека как социального субъекта включает в себя этап экзистенциального выбора: возникает необходимость подчиниться или не подчиниться. Существуют два варианта: либо выбрать тот экзистенциальный проект, который навязывается обществом и считается нормальным, либо отказаться от этого проекта в пользу собственного экзистенциального проекта, свободного от диктата общества.
В случае, если выбран первый вариант, ребёнок, становясь взрослым, отчуждается от собственной сущности, он не задумывается о своём внутреннем мире, утрачивает осознание большинства телесных ощущений, лишается возможности мыслить, «видеть». Если же выбран второй вариант, человек бросает вызов обществу, становится его маргинальным элементом. Таким образом, предпочесть собственный экзистенциальный проект — это, согласно антипсихиатрам, и значит стать безумцем, шизофреником; вернее, стать им для общества. «Шизофренический» опыт чужд полноценным членам общества, поскольку он не «запачкан» системой социальной фантазии, он «чист». Шизофреник пребывает в экзистенциальной реальности, «экзистенциально» истинное он переживает как «действительно» истинное, путая действительную истину (истину системы фантазии) и экзистенциальную истину (истину своего опыта).
Особенно интересен в рамках антропологической теории антипсихиатров концепт метанойи, который характерен для всей британской антипсихиатрии — и её теории, и практики:391. Как метанойя у антипсихиатров трактуется шизофренический психоз, который, по мнению Лэйнга и Купера, представляет собой процесс перерождения, воскрешения, своеобразного испытания, ведущего к обретению человеком своей истинной сущности. Лэйнг заимствовал этот термин у К. Г. Юнга, а тот, в свою очередь, взял слово «метанойя» из Нового Завета.
Лэйнг и Купер считают метанойю возвращением к подлинному «я», избавлением от ложной реальности общества, борьбой за свободу и автономию, а Эдвард Подволл и Джозеф Берк — кризисом существования, который следует достойно пережить и вернуться к первоначальному состоянию. Иначе говоря, с точки зрения Лэйнга и Купера метанойя позволяет человеку получить доступ к новому опыту, она обогащает человека, хотя и связана с мучительными переживаниями, Подволл и Берк же не рассматривают метанойю в положительном ключе — по их мнению, она не приносит человеку ничего нового. Однако в обеих версиях психическое заболевание расценивается как принципиально иное существование, переживаемое человеком, через которое он может благополучно пройти. В любом случае все антипсихиатры, в отличие от традиционной психиатрии, признаю́т важность активности человека в борьбе с болезнью. Признание возможности человека вернуться к состоянию, которое предшествовало психическому заболеванию, и понимание человека как активной силы лежит в основе социальной практики антипсихиатрии, ориентированной на приобретение, а не на избавление, на не борьбу с болезнью как таковую, а на опыт борьбы человека:391.
В том менее отчуждённом способе существования, которым, согласно Куперу и Лэйнгу, является безумие, человек становится более ответственным и оказывается способен говорить своим голосом, а не голосом других людей. Процесс деструктурирования бытия, которым является метанойя, может возникнуть во многих случаях: когда человек находится в крайних состояниях психоза, под воздействием психотропных веществ и др.
Крайняя пусковая точка метанойи, пути «от себя» «к себе», — это состояние «нормального» члена социума, подчиняющегося всем его требованиям, иначе говоря, максимального отчуждения от своего действительного переживания, отчуждения от непосредственных желаний, действий, «тела для себя» По Куперу, в состоянии отчуждения человек существует, «исходя из» разума, в рамках же метанойи он существует «рядом с» разумом, но не в его пределах. Метанойя представляет собой выход за пределы своего «я» и в то же время отход от пассивности, активная реализация различных проектов бытия, поворот внутрь себя, к собственному опыту и активное открытие себя миру.
При деструктурировании бытия возникает сочетание экстатической радости и полного отчаяния, являющееся непременным условием дальнейших изменений. Метанойя оказывается процессом движения от сущего к ничто. Безумие для Лэйнга и Купера, как и для представителей феноменологической психиатрии и экзистенциального анализа, — это выход за пределы бытия в небытие. Однако это также и постижение смысла существования, этап на пути экзистенциального совершенствования. Переживание небытия в этом состоянии совершается одновременно с переживанием бытия и освобождает человека от подавления, неистинности, нецелостности, но освобождение происходит через очень мучительное, невыносимое переживание разрыва, пограничной полосы между бытием и небытием.
После «встречи» с Ничто начинается обратный процесс, который Купер называет реструктурированием: от внутреннего к внешнему, от смерти к жизни, от движения назад к движению вперёд, от бессмертного к смертному, от вечности к времени, от самости к новому «я», от космической эмбриональности к экзистенциальному возрождению. В отличие от деструктурирования, представляющего собой отрицание социального, отчуждённого способа бытия, реструктурирование — это отрицание деструктурирования; иными словами, отрицание отрицания. Реструктурирование приводит не к нормальности, а к здравомыслию, в преобразованном виде сохраняющему элементы прежней нормальности, которые помогают выработке стратегий защиты от неизменённого, вызывающего страх мира. Перед человеком, пережившим метанойю, встаёт проблема, каким образом включить своё «преобразованное» существование в непреобразованный мир, который к тому же говорит на другом языке; именно на это и нацелено реструктурирование.

#### В работах Томаса Саса
Наиболее радикальной позиции по поводу существования психического заболевания придерживался Томас Сас. Он утверждал, что это не реально существующее явление, а лишь понятие, выработанное нашей культурой и созданное для того, чтобы сгладить некоторые противоречия (в частности, противоречия этические); притом психическое заболевание считается безличной функциональной причиной нарушения взаимодействий, как и представления в рамках некогда господствовавшей демонологии. Согласно Сасу, идея психической болезни служит оправданию психиатрического принуждения: психиатрическое принуждение так же опирается на понятие психической болезни, как теистические религии на понятие Бога. Сама же психиатрия является институтом власти, надстройкой власти; психиатрия — это патерналистская система, во главе которой стоит врач, по своему статусу подобный священнику.

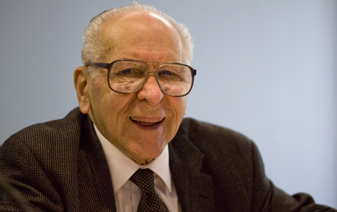
Томас Стивен Сас (1920—2012)

Однако утверждение Саса о метафоричности понятия «душевной болезни» в том виде, как его трактует психиатрия, не означает, будто он полагал, что за этим понятием ничего не стоит. «Человеческое страдание и несчастья существуют, — отмечал Сас, — существуют конфликты и насилие; существует подавленное сексуальное и социальное поведение». Переосмысление Сасом понятия душевной болезни могло бы помочь, по его мнению, снять одно из противоречий психиатрии, заключающееся в двойственности самого этого понятия. С одной стороны, психиатры пытаются найти объяснение «психической болезни» в неврологическом дефекте, в болезни мозга, но при таком понимании это должны быть болезни тела, а не психики. Как подчёркивает Сас, заболевание всегда представляет собой болезнь тела, набор проявлений и симптомов, за которыми обязательно стоит некоторое физиологическое расстройство. С другой стороны, психиатрия утверждает, что психическое заболевание — это нарушение поведения, проступок, нарушающий социальные, этические и политические нормы и наказывающийся помещением в психиатрическую больницу. Поэтому Сас предлагает иное толкование понятия душевной болезни, которое отделяет данное понятие от медицинских практик и попыток найти объяснение действиям людей и их жизненным проблемам через исследование — часто бесплодное — нарушений в работе тела:
Понятие «психическое заболевание» — это семантическая стратегия медикализации экономических, моральных, индивидуальных, политических и социальных проблем.

#### В работах Мишеля Фуко
Согласно Мишелю Фуко, «безумие» в его нынешнем понимании было создано психиатрией, до XIX века психической болезни не существовало. Душевная болезнь для Фуко представляет собой проблему развития культурного сознания, исторический результат формирования представлений о «душе» человека. Эти представления, а также сама грань между нормой и сумасшествием в разные исторические периоды были неодинаковы и существенно видоизменялись с конца средневековья вплоть до современности. Фуко признаёт существование психических расстройств как объективной реальности, существующей до возникновения любого научного дискурса; но утверждает, что формы безумия определяются дискурсом, который различается от эпохи к эпохе. Медицинский дискурс о безумии является продуктом практики изоляции, и принадлежность безумия к области психиатрии, психопатологии — следствие не самой сущности и природы безумия, а длительного развития культуры и общества. Понятие «нормы» и «нормального человека» в психиатрическом смысле — лишь мыслительный конструкт, сущность и место которого становятся ясны только в контексте социального и культурного развития.

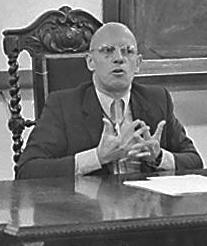
Мишель Фуко (1926—1984), французский философ, теоретик культуры и историк

Фуко отмечает, что до XIX века «ненормального», «неразумного» изолировали, подвергали пыткам, относились к нему как к животному, в XIX же веке безумие полностью десакрализуется, к нему начали относиться как к болезни, изоляция же стала рассматриваться лишь как необходимая терапевтическая мера. Анализу и контролю теперь стали подвергаться не только тело, но и душа, внутренний мир изолируемого. По мнению Фуко, процедура изоляции людей безумия, создание соответствующего дисциплинарного пространства осуществлялись раньше самого возникновения понятия безумия и выделения психических расстройств в особый класс заболеваний, и предназначение этих концептуальных надстроек не столько в том, чтобы оправдать новую экспансию власти, вторгающейся в мир человеческой души, сколько в том, чтобы скрыть механику властных технологий под маской псевдонаучной объективности.
Как полагал Фуко, современной культурой непреднамеренно создан такой образ психической жизни (безумия), в который можно всматриваться, пытаясь разгадать сущность человека. Однако, с точки зрения Фуко, традиционная психиатрия не обладает объективным знанием о безумии, так как выражает одну из крайних точек зрения — позицию врача. Поскольку на психиатрию возложена функция принудительной изоляции лиц с психическими расстройствами, то она находится на стороне команды власти, а изучение безумия с самого начала предполагает последующий переход к исследованию тайны успехов и достижений этой команды.
В то же время Фуко не отрицает возможности получить объективное знание о безумии, но считает, что эта объективность возможна в рамках антропологии, а не психиатрии. Поскольку безумие обычно рассматривается как отчуждение человека от его человеческой сущности, то оно в действительности как раз и указывает на эту сущность. По мысли Фуко, безумие выявляет глубинную сущность человека, его дурные наклонности, выводит наружу злость, агрессию, склонность к насилию или, напротив, страданию. В безумце проявляются те качества личности, что обычно подавляются обществом и рамками культуры, «тёмная» грань человека, существующая в действительности, но тщательно скрываемая и отрицаемая. В книге «Ненормальные» Фуко отмечает:
Безумие раскрывает истину человеческого существования, истину, до определённого момента дремлющую в глубинах нашего «Я». Безумие свидетельствует не столько о дурных инстинктах самого безумца, сколько о порочной природе человека вообще. Поведение безумца асоциально и аморально, но оно является манифестацией антропологической бездны, способной развернуться при определённых условиях в душе любого человека. Поэтому безумие не является частным клиническим случаем, а совпадает с предметом вечных философских дискуссий об изначальной сущности человеческого существования.
В трактовке Фуко, безумие — не «кара» и не «изъян», а следствие психологической неспособности безумца существовать в обществе и приспосабливаться к его условиям. Безумие представляет собой своего рода защитный механизм личности, который проявляется в искажённой, патологической форме. Поэтому истоки восприятия психического заболевания заболевания следует искать в социальных и культурных установках, распространённых в обществе и касающихся личности в целом, а не только безумия как общественного явления.
По Фуко, безумие — патологическая форма защитного механизма против экзистенциального «беспокойства». В то время как для психически «здорового» человека конфликтная ситуация порождает «опыт двусмысленности», для человека с психической «патологией» она становится неразрешимым противоречием, порождающим «внутренний опыт невыносимой амбивалентности», тотальную дезорганизацию аффективной жизни.
Фуко указывает, что, когда возник институт изоляции безумных (людей, неспособных совладать с собственными агрессивными проявлениями), медицина применительно к ним оказалась формой репрессии, принуждения, требованием добиваться спасения собственной души. Неразумие оказалось проявлением осуждаемого, отрицаемого и тайного опыта, однако «на его основе не только сложился такой социальный институт, как изоляция, не только возникла система категорий и практик, относящихся к безумию, но прошла перестройка всей этической сферы».

#### В работах Ирвинга Гофмана
Согласно Ирвингу Гофману, процесс институционализации вводит людей в роль послушного пациента, того, кто «глуп, безопасен и незаметен», которая, в свою очередь, укрепляет представления о хронизации тяжёлого психического заболевания. Как утверждает Гофман, «я» индивида представляет собой социальный продукт. «Я» индивида и его поведение несут отпечаток социальных ролей, статусов и отношений; «я» всегда представляет собой продукт действий, развёртывающихся в социальных ситуациях, и напрямую зависит от одобрения или неодобрения общества. Рассматривая в этом аспекте «я» психически больного человека, Гофман отмечает, что оно является не больным «я», а «я» стигматизированным — то есть сконструированным социальным непринятием в процессе социального взаимодействия. Отличительная черта человека с психическим расстройством как стигматизированного заключается в том, что он не разделяет некоторые общепринятые ожидания и стандарты поведения, и именно в пространстве конституирования социальных ожиданий и правил поведения создаются критерии психической нормальности и ненормальности. Психическим заболеванием человек как бы заявляет другим, что он отказывается признавать своё социальное место так, как его видят другие, отказывается от образа себя, диктуемого той или иной частью общества (семьёй, социальной общностью, работой):300—301,306.
Именно со стигмы, по утверждению Гофмана, начинается история человека с психическим заболеванием. Затем на его пути, как и на пути многих других стигматизированных, возникают тотальные социальные институции, поглощающие и изменяющие его. Когда человек становится «обитателем» тотальной институции (психиатрической больницы), его «я», по словам Гофмана, претерпевает определённую трансформацию, и на основе этой трансформации создаётся новое мировоззрение: происходит нечто вроде дискультурации или «разобучения», в процессе которых блокируется возможность управлять собственным поведением, реагировать на ситуации, приспосабливаться к изменениям во внешнем мире, и эта блокировка становится фундаментом, на который наслаиваются дальнейшие изменения и воздействия. Человек сталкивается, как отмечает Гофман, «с рядом унижений, обесцениваний, оскорблений и профанаций „я“. Его „я“ последовательно, пусть даже и неумышленно, умерщвляют»:306,312—313.

## История психиатрии в работах антипсихиатров
Институционализации психиатрии посвящены книга французского философа и исследователя гуманитарного профиля Мишеля Фуко «История безумия в классическую эпоху» и книга немецкого психиатра Клауса Дёрнера «Гражданин и безумие».

### Дёрнер «Гражданин и безумие»
В книге «Гражданин и безумие» Дёрнер исследует политические функции, которые безумие выполняло в Новое время. Согласно Дёрнеру (и в этом он сходится с Фуко), безумие принадлежало широкой категории «общественного неразумия», но при этом обладало и специфическими политическими функциями, обусловленными самим его исключением за пределы общественного порядка. Безумие было «крайним», явно видимым случаем общественного неразумия, и его функции состояли в наглядной демонстрации опасности неразумной жизни. В то время как представителей других групп, относившихся к категории «общественного неразумия», — например, нищих или политически неблагонадёжных — обходили молчанием, безумцев, наоборот, демонстрировали публике и тем самым доказывали «господство разума над природой и неразумием», убеждая публику в том, что «шаткая основа страстей» человека должна быть подчинена разуму. Благодаря безумию «опасность [неразумной жизни] для общества могла быть показана в своем истинном бессилии». Дёрнер называет сумасшествие «политическим потусторонним»: оно не просто исключено из порядка, а существует как его явная изнанка, поддерживая общественный порядок за счёт демонстрации «бессилия» того, что ему противостоит.
Как показывает Дёрнер, возникновение психиатрии пришлось на период зарождения промышленного капитализма, отмеченный индустриализацией — перемещением производства из мануфактур на фабрики и переходом от ручного труда к машинному производству. Индустриализация, с одной стороны, разрушила основы существования множества людей, потерявших в новых условиях прежнюю работу. С другой стороны, возникла необходимость в привлечении на фабрики как можно более дешёвой и доступной рабочей силы. В связи с этим Дёрнер пишет, что промышленному капитализму требовался новый тип человека — промышленный рабочий, поэтому необходимо было найти таких людей и отделить их от других людей, в частности от безумных, создав учреждения для обеих групп: фабрики и психиатрические больницы.
По Дёрнеру, человеческий тип промышленного рабочего должен был обладать особыми качествами: беден — следовательно, непритязателен и дёшев; он должен был быть свободен — иными словами, иметь обязанности только перед промышленным предприятием; безлик — другими словами, в значительной мере лишён индивидуальных особенностей; надёжен — другими словами, способен выполнять однообразную работу; предсказуем в своих действиях — это позволяло делать долгосрочные промышленные расчёты на будущее. Поскольку безумные обладают множеством индивидуальных различий и особенностей, а их поведение предсказать невозможно, они не подходили для фабричной работы и поэтому были исключены из сферы промышленного производства.

### Фуко «История безумия в классическую эпоху»

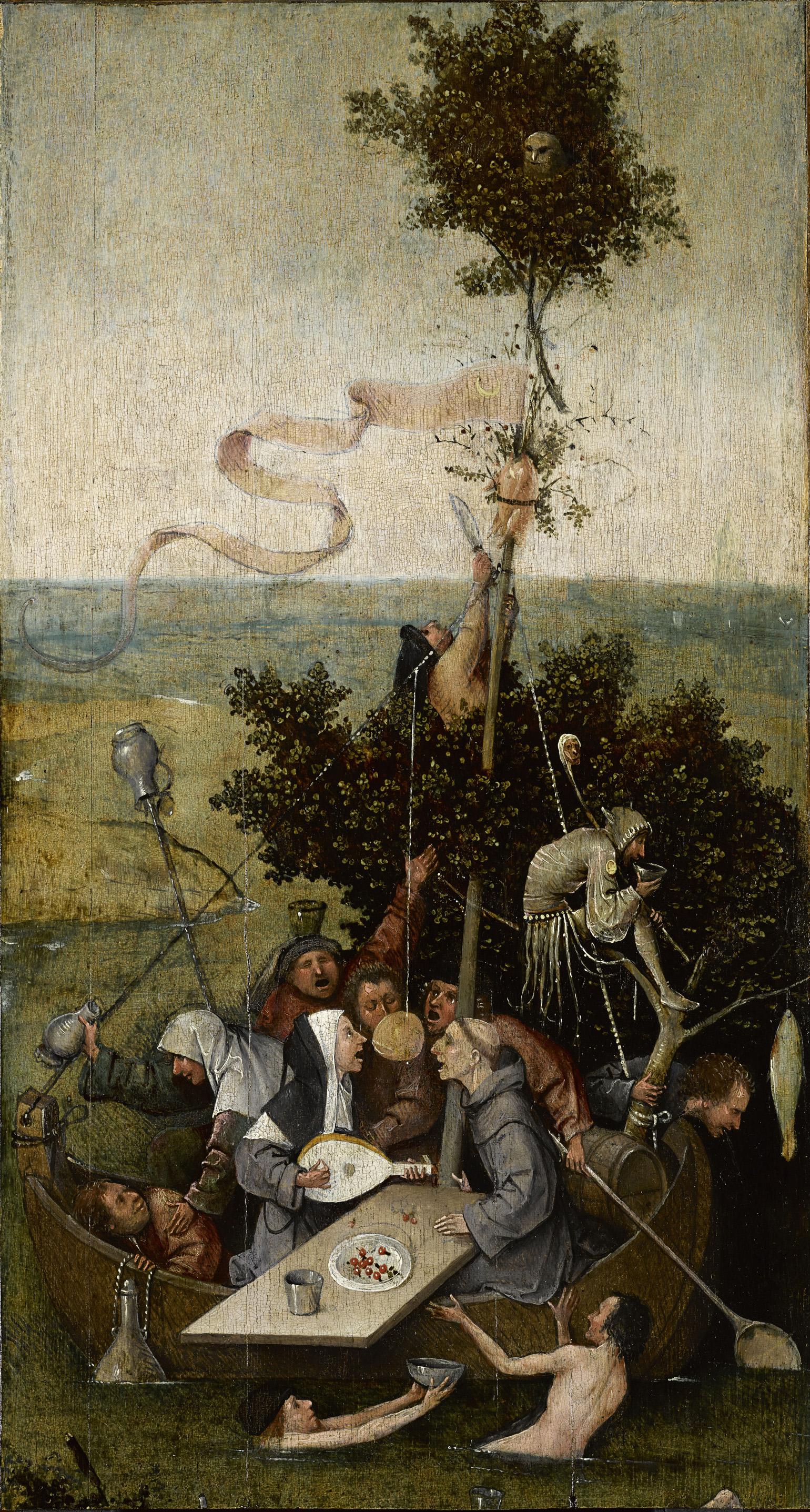
Картина Иеронима Босха «Корабль дураков» (1495—1500)

В книге «История безумия в классическую эпоху» Мишель Фуко на обширном документальном материале исследует социальные процессы, экономические условия и культурный контекст, в рамках которых происходило возникновение и становление психиатрии, в частности формирование учреждений, явившихся непосредственными историческими предшественниками современных психиатрических больниц. Фуко подвергает анализу сложившиеся представления, политические идеи, правовые акты, социальные институты, культурные традиции, изобразительное искусство и художественную литературу, существовавшие в западной истории и имевшие отношение к формированию в ней понятия безумия.
Фуко начинает повествование с истории средневековья, сосредотачивая своё внимание на социальной и физической изоляции прокажённых. Как указывает Фуко, к концу средних веков в Западной Европе исчезла проказа, которая воспринималась в качестве наказания человеку за его грехи, и в возникшем вакууме системы моральных суждений место проказы заняло безумие. Во время Возрождения безумные обычно вели бродячий образ жизни и не подвергались особым запретам; их изгоняли из городов, но в сельской местности они могли странствовать свободно. Согласно взглядам того времени, «подобное излечивалось себе подобным», и так как безумие, море, вода считались проявлением стихии изменчивости и непостоянства, то как лечение предлагалось «путешествие по воде» — отсюда знаменитые «корабли дураков».
Однако в XVII веке, когда возникло представление о государстве как защитнике и хранителе всеобщего благосостояния, безумие, бедность, трудовая незанятость и нетрудоспособность больных и престарелых людей начали восприниматься как социальная проблема, ответственность за которую несёт государство. С 1659 года началось время, по формулировке Фуко, «великого заключения»: психически ненормальных стали подвергать социальной сегрегации и «территориально изолировать» из пространства обитания «нормальных людей», регулярно исключать из общества и общественной жизни. По мнению Фуко, в значительной мере это было связано с тем, что во второй половине XVII века стала проявляться общая для европейской культуры «социальная чувствительность»: «Восприимчивость к бедности и ощущение долга помочь ей, новые формы реакции на проблемы незанятости и праздности, новая этика труда».
В итоге в самых разных европейских странах были созданы «дома призрения» — иными словами, «исправительные дома», куда помещали нищих, бродяг, больных, безработных, преступников и сумасшедших. Целью этого широкомасштабного полицейского мероприятия было искоренить нищенство и праздность как источник социального беспорядка. Согласно новым представлениям, главным грехом уже являлись не гордость и высокомерие, а лень и безделье — поэтому заключённые обязаны были работать, ведь труд теперь рассматривался как главное средство нравственного исправления.

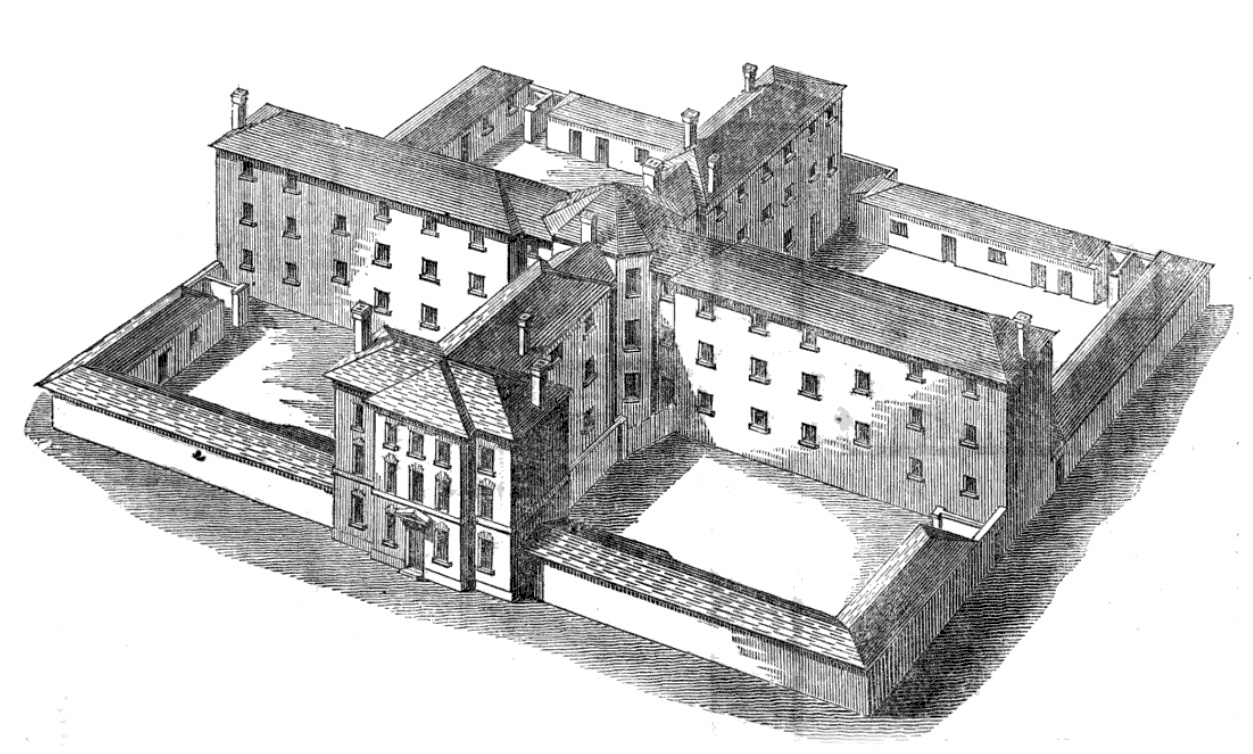
Внешний вид здания работного дома в Англии

В результате благодаря формированию определённой сферы человеческого опыта, где сблизились явления, прежде отделённые друг от друга (безумие и другие предосудительные формы поведения), безумие пребывает теперь по соседству с грехом. Благодаря этому соседству оно окружается ореолом виновности, который сохраняется в психиатрическом дискурсе и в Новейшее время: безумие остаётся сопряжено с грехом, только теперь эта связь переживается не социально, но как личная участь человека, страдающего психическим заболеванием.
К концу XVIII века стала ясна неэффективность «исправительных домов» и в отношении сумасшедших, и в отношении безработных: создание этих учреждений лишь повышало количество безработных, сумасшедших же не знали, куда помещать — в тюрьму, больницу либо оставлять на попечении семьи. Поэтому «дома призрения» полностью исчезли в начале XIX века. Произошла кардинальная реформа, в результате которой больные и сумасшедшие были разделены и возникли психиатрические больницы. Традиционно этот этап расценивается как «освобождение» психически больных, Фуко же доказывает, что вместо грубого физического подавления пациента стали применяться надзор и «авторитарный суд» администрации, тщательно разработанная система поощрения и наказания, как при воспитании детей. В связи с этим Фуко отмечает:
Лечебница эпохи позитивизма, заслуга создания которой приписывается Пинелю, — это не пространство свободы, где наблюдают больных, ставят им диагноз и проводят терапию; это пространство правосудия, где человека обвиняют, судят и выносят ему приговор и где освобождение достигается лишь через перенос судебного процесса в глубины собственной психологии, то есть через раскаяние. В лечебнице безумие будет наказано — пусть даже вне лечебницы оно признано невиновным. Отныне безумие надолго, во всяком случае, до наших дней, заточено в тюрьму морали.

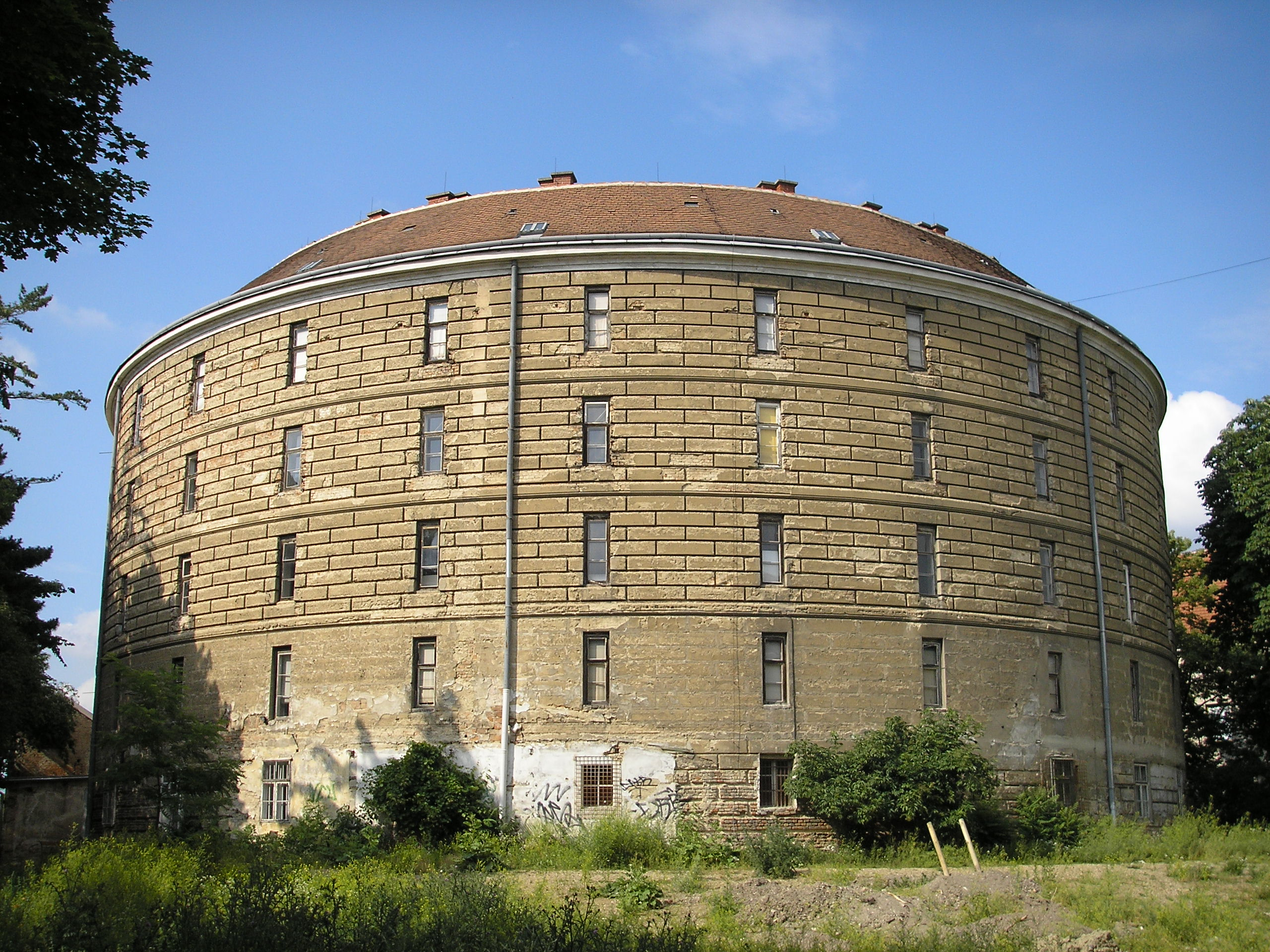
Венский Narrenturm, одно из первых зданий, спроектированных специально для содержания душевнобольных (дата основания — 1784 год)

Фактически ничем не отличаясь от тюрем, данные учреждения также были предназначены для изоляции, однако их пенитенциарное предназначение не становилось предметом внимания, поскольку они назывались больницами. Говоря о периоде их появления, профессор Оклендского университета Джон Рид резюмировал выводы Мишеля Фуко и выделил три функции этих больниц:
- экономическую — принуждение обитателей больниц к труду за мизерную часть от существующих расценок;
- политическую — осуществляемое под видом помощи неимущим и больным устранение неугодных для предотвращения бунтов безработных;
- моралистическую — укрепление морали, требующей трудиться и повиноваться власть имущим[44].

Фуко также показывает, что Разум заставил безумие умолкнуть и лишил его возможности оспаривать социальные нормы и апеллировать к истине. Фуко исследует происхождение медицинских и социальных практик обращения с безумными, которые получили развитие благодаря Филиппу Пинелю и Сэмюелю Тьюку. По утверждению Фуко, эти новые практики не менее, чем предыдущие методы, фактически использовались в целях контроля. Практики обращения с сумасшедшими, которым положил начало Пинель, повлекли за собой широкое применение таких методов, как аверсивная терапия, холодные души, смирительная рубашка. На взгляд Фуко, в основе данных практик лежала грубая сила, неизменно применяемая до тех пор, пока пациент не усваивал социальные нормы и принципы, за нарушение которых и последовало наказание.
Итак, согласно Фуко, феномен психической болезни, существующий наряду с болезнями тела, возник отнюдь не как результат развития медицины, но вследствие социальных обстоятельств, которые привели к возникновению психической болезни как самостоятельной категории, а медицина только закрепила в системе своих понятий отношение к умопомешательству, сформировавшееся в обществе. Фигура врача воплощает собой разум классической эпохи, который подчиняет себе всё иррациональное и неразумное, а понятие психической болезни означает лишь то, что поведение человека не соответствует общественным нормам; психическая болезнь — социальное понятие, но отнюдь не явление общей патологии или психопатологии.

### Фуко «Психиатрическая власть»
В книге «Психиатрическая власть», основанной на курсе лекций, прочитанном Фуко в Коллеж де Франс в 1973—1974 годах, Фуко рассматривает психиатрическую больницу как одну из разновидностей учреждений, где возникает и развивается одна из самых тотальных форм власти — власть над телом, власть симпатическая. Вопреки традиционному мнению, что Пинель в конце XVIII века освободил душевнобольных в парижском заведении Бисетр, Фуко считает, что это стало только переходом к более изощрённым способам управления, переходом от властного отношения господства к властному отношению дисциплины.

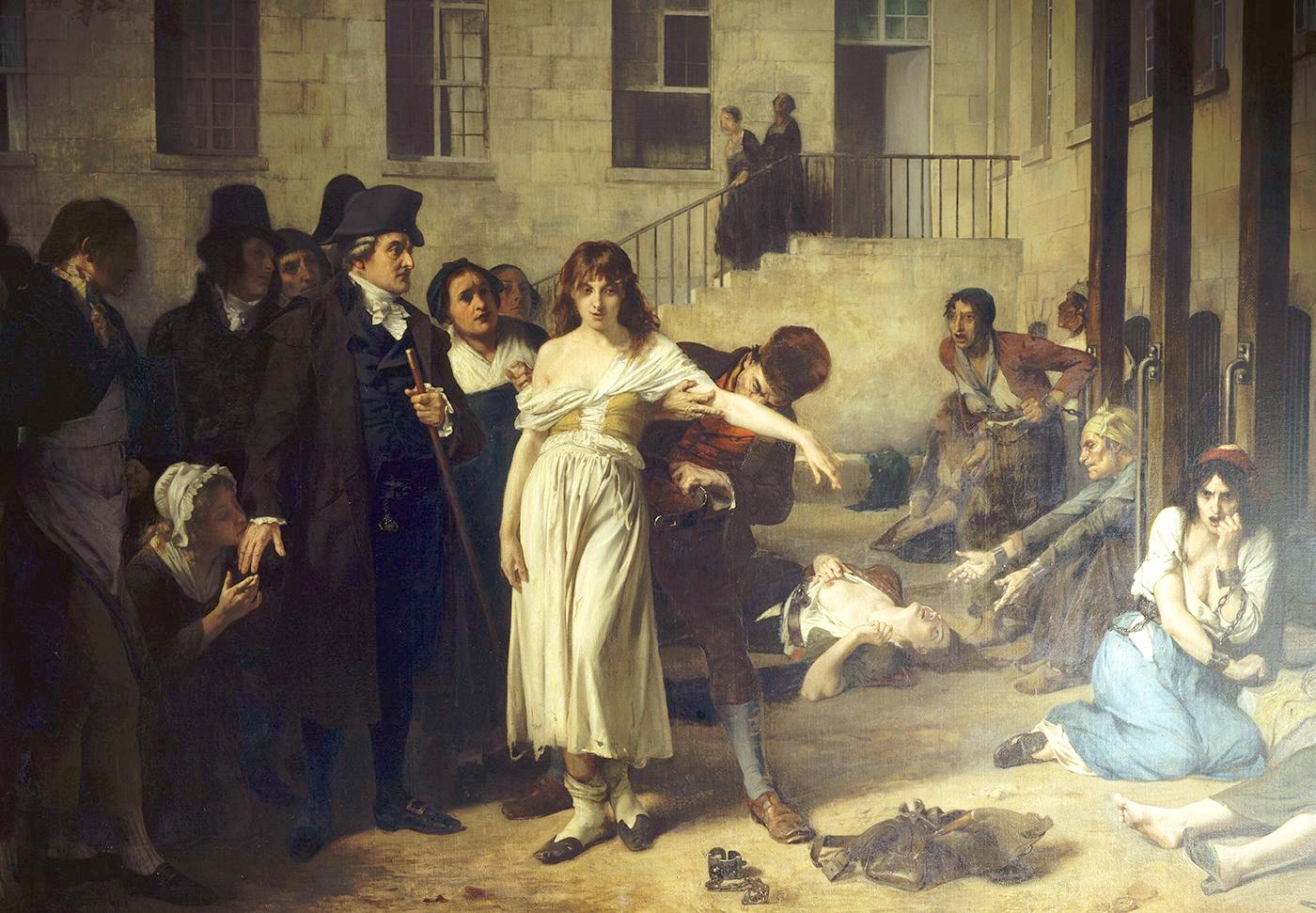
Филипп Пинель снимает цепи с безумных в Сальпетриере в 1795 году. Картина Тони Робер-Флёри

Власть-господство сменяется, так сказать, властью-дисциплиной, действие которой заключается вовсе не в утверждении власти отдельного человека, не в концентрации власти в зримом и имеющем имя индивиде, но, наоборот, в действии на него самого, на тело и личность.
Власть дисциплины представляет собой тончайшую, «капиллярную» форму власти, действующую на тела́ и берущую под контроль все поступки, жесты, слова индивида, берущую под контроль распределение тел в пространстве лечебницы, их манеры поведения, их потребности, удовольствия; другими словами, это власть, отслеживающая «все проявления своеобразной микрофизики тела». В отличие от «власти-господства», дисциплинарная власть производит индивида: индивид не предшествует функции-субъекту, а наоборот, индивидами становятся в пространстве «власти-дисциплины», действие которой направлено на соматическую единичность.
В рамках психиатрической власти от безумного требуется признание некоторой принятой в обществе реальности, и он освобождается из лечебницы, если согласится с определённым видом реальности, с «правильной» (нужной) точкой зрения. Именно благодаря этому навязыванию реальности сформировался, по Фуко, «диспозитив лечения», или «диспозитив лечебницы» (суть данного понятия В. А. Подорога характеризует так: «Диспозитив, если сказать несколько иначе, — это власть-в-действии, или всякая власть в момент действия диспозитивна»). Таким образом, диспозитив — это диспозиция, обеспечивающая продуцирование власти, направленной также и на непрерывное воспроизводство самой диспозиции; «диспозитив лечения» представляет собой лечение, непрерывно создающее условия для собственной реализации. Чтобы осуществить эту реализацию, происходит поиск больных, осуществляется оправдание врачебного вмешательства и создаётся история собственного успеха благодаря объявлению на каком-то этапе пациентов здоровыми. Лечение осуществляется не на уровне тел, процедур и лекарств, а на уровне технологий власти, легитимизирующей себя с помощью игры тел, процедур и лекарств. Пациент принуждается к определённой реальности, и это именуют «излечением».
Помимо понятия власти, другими точками проблематизации являются в «Психиатрической власти» понятие знания и истины и понятие подчинения. Фуко отмечает, что «лечебница как дисциплинарная система» представляет собой также «место формирования особого рода дискурса истины», и анализирует те или иные способы сочленения в психиатрической лечебнице диспозитивов власти и процессов истины. В «протопсихиатрии» их игра сводилась в основном к режиму «выпытывания» при бредовой убеждённости пациента, когда врач являлся двойственным наставником реальности и истины; впоследствии же вопрос об истине уже не затрагивался в общении врача и пациента, но поднимался лишь внутри самой психиатрической власти, провозглашённой медицинской наукой. При этом истина присутствует уже не столько как внутреннее свойство высказываний, сколько в плане своей функциональности, в аспекте легитимации, которую эта истина предоставляет дискурсам и практикам психиатрической власти, а также в аспекте допускаемой ею формы исключения.

### Фуко «Ненормальные»
В книге «Ненормальные», основанной на курсе лекций, прочитанном Фуко в Коллеж де Франс в 1974—1975 годах, Фуко рассматривает фигуру «ненормального», которая окончательно оформилась во Франции и других странах Европы к концу XIX века и не идентична фигуре безумца, хотя и унаследовала некоторые её признаки. Эта фигура представляет собой социальный феномен, возникающий на пересечении науки и права, медицины и карательных механизмов. «Ненормальный» отторгается социумом и не подпадает под действие законов; это потенциальный источник угрозы и «криминогенный элемент», который не становится изгоем, как прокажённый в средние века, и не подвергается казни, но подвергается активному коррекционному воздействию, включён в сложную систему исправительных практик. По сути, «ненормальный» является продуктом нового искусства управления, сформировавшегося в Европе в первой трети XIX столетия, — Фуко называет это искусство управления «властью-знанием», отмечая, что оно направлено в том числе на изучение отдельного человека, особенностей его психологии и поведения, включает в себя механизмы всепроникающего контроля, наблюдения за всеми телесными и духовными проявлениями индивида. Таким образом, описывая фигуру «ненормального», Фуко изучает генезис «власти нормализации», во многом сохранившейся и во второй половине XX века.
Фуко подчёркивает, что норму следует понимать не как естественный закон, но как способность принуждения: «…Норма является носителем некоторой властной претензии. Норма — это не просто и даже вовсе не принцип интеллигибельности, это элемент, исходя из которого обосновывается и узаконивается некоторое исполнение власти». Норма направлена не на исключение и отторжение, но на позитивное вмешательство и преобразование; она не запрещает индивиду участие в каком-либо социальном процессе, но подготавливает, дрессирует, адаптирует его — однако это выполняется с позиции власти, совершается определёнными социальными и политическими институтами.
В основу проблемы аномалии, сформулированной в XVIII веке и заложившей основу для нормализации в психиатрии в том виде, в каком она существует в нынешнее время, легли, согласно Фуко, три фигуры: «монстр», «неисправимый» и «мастурбатор». Первая из этих фигур существовала в рамках политико-судебной власти, вторая — в рамках дисциплинарной, третья — в рамках власти над телом; типами знания, в рамках которых существуют эти три фигуры, являются для монстра — естественная история, для неисправимого — педагогика, для мастурбатора — биология сексуальности. Вплоть до конца XVIII столетия эти три фигуры были обособлены друг от друга, и объединились они только тогда, когда возникла регулярная сеть знания и власти, а разделёнными первоначально оставались именно в той мере, в которой разделены были те типы знания и типы власти, в рамках которых они находились.
Существовавшие в классическую эпоху отдельно друг от друга, к концу XIX века монстр, неисправимый и мастурбатор сливаются воедино с точки зрения власти, хотя в научной области они оставались относительно независимыми друг от друга: монстр представляет собой объект тератологии и эмбриологии, неисправимый — психопатологии, а мастурбатор — теории сексуальности. При этом именно мастурбатор, будучи соотнесён с целой системой сексуальных отклонений, оказывается на переднем плане с точки зрения «нормализующих» механизмов (что играет особую роль в рождении психоанализа). Главный объект воздействия для власти теперь — человеческое «желающее тело», вступающее в конфликт с общественными нормами. «Проблема детской сексуальности» в ХХ столетии оказывается, как пишет Фуко, «исключительно эффективным объяснительным принципом для аномалий всякого рода». Таким образом, власть приблизилась вплотную к каждому отдельному индивиду, опутав его густой сетью исправительно-карательных механизмов, служащих как цели интеграции «ненормальных», так и цели защиты социума от них.
Психиатризация детства и связанное с ней учение о вырождении, «открытие» психиатрией инстинкта позволили психиатрии охватить всю сферу, назначенную ей организацией механизмов власти. Это произошло благодаря тому, что детство явилось своего рода фильтром для анализа поведения, обеспечив его психиатризацию (как только инфантильность ребёнка становится критерием, позволяющим оценить «нарушение поведения» — иными словами, задержку в развитии, — для обнаружения психических симптомов становится достаточно лишь отыскать следы этой инфантильности в поступках, и в результате поведение взрослых, если в нём выявляются признаки инфантильности, подвергается психиатризации). Кроме того, проблематизация инфантильности дала возможность связать прежде не связанные друг с другом удовольствие, инстинкт и слабоумие; и наконец, психиатрии удалось теперь вступить в корреляцию с неврологией и общей биологией. Психиатрия становится наукой о поведенческой и структурной инфантильности, но при этом вдобавок и наукой о нормальном и ненормальном поведении.
Понятие вырождения и связанный с ним анализ наследственности явились основой для расизма: расизма в отношении ненормального, когда речь идёт о психиатрии конца XIX столетия, и расизма этнического — в психиатрии XX века. Как утверждает в связи с этим Фуко, «…я считаю, что новые формы расизма, возникшие в Европе в конце XIX и в начале XX века, следует исторически соотносить с психиатрией».
Основная особенность ненормального заключается в том, что, хотя он и является «преступником» с точки зрения власти, он подвергается осуждению не столько в рамках закона, сколько теми или иными промежуточными инстанциями. В рамках сложившейся властной системы любой социально-воспитательный институт (например, армия, школа, семья, психиатрическая лечебница) заключает в себе часть судебных функций, так как они оценивают поведение человека и стараются привести его в соответствие с определённой «нормой». При вынесении же приговора обвиняемому правосудие опирается на мнение этих институтов: его приговор основывается не только на факте нарушения закона, но и на характеристиках личности подсудимого. Отсюда проистекает особое значение судебно-медицинской экспертизы, анализом которой Фуко начинал свой курс лекций: тексты экспертиз пользуются определённым приоритетом среди доказательств, как и, например, показания полицейских. Фуко отмечает, что одной из функций судебно-медицинской экспертизы является «удвоение преступления целым рядом других, отличающихся от правонарушения вещей: рядом манер поведения, образом жизни, который в дискурсе психиатра-эксперта… предстаёт как причина, отправная точка правонарушения».

### Другие авторы
Николас Киттри исследовал ряд девиантных проявлений, таких как наркотическая зависимость, гомосексуальность, алкоголизм и психическое заболевание, и продемонстрировал, что эти проявления считались проблемами сначала морального, затем правового характера, а в XX веке считаются проблемами медицинского характера:1. Как результат данного восприятия неординарные люди с отклонениями от нормы подвергались социальному контролю морального, правового и затем медицинского характера:1. Аналогичным образом Питер Конрад и Джозеф Шнайдер заключают свой обзор о медикализации девиантности мнением, что можно обнаружить три основные парадигмы, от которых зависели значения понятия девиантности в различные исторические периоды: девиантность как грех, девиантность как проступок и девиантность как заболевание:1:36.

## Социальная практика антипсихиатрии
В рамках антипсихиатрии психиатрия понимается не как наука и не как практика лечения, а как исторически складывавшаяся социальная институция и дисциплинарная структура. Отойти от этой изначальной сущности и призывали антипсихиатры, и целью их социальной практики является именно очищение психиатрии от её институционального прошлого:392.
Социальные проекты антипсихиатрии условно можно разделить на несколько групп:393:
1. Антипсихиатрические эксперименты («Вилла 21» Купера, «Шумная комната» Лэйнга, эксперимент Розенхана и т. п.).
2. Альтернативные проекты, в том числе англо-американские и французские терапевтические сообщества-коммуны (Кингсли-холл, Сотерия, «Уиндхос», «La Borde[англ.]» и др.).
3. Проекты реформирования (деинституционализация в Италии).

Деление это условное: например, «Вилла 21» — не только эксперимент, но и коммуна, а Кингсли-холл — и коммуна, и проект реформирования:393.

### Антипсихиатрические эксперименты

#### «Шумная комната»
В 1954—1955 годах в Гартнавельской Королевской психиатрической больнице в Глазго, в женском отделении для неизлечимых больных Рональд Лэйнг организовал свой первый проект — «Шумную комнату». Суть проекта заключалась в том, что 11 безнадёжных пациенток с хроническими формами шизофрении (до начала проекта пациентки вели себя очень шумно и дезорганизованно, были замкнуты и необщительны) и две медсестры проводили каждый день с понедельника по пятницу с 9 утра до 5 вечера в большой специально оборудованной, хорошо освещённой и полностью меблированной комнате. При этом пациентки и медсёстры много общались друг с другом, и пациентки занимались кулинарией, вязанием, шитьём, искусством и др. Около часа в день проводил в «Шумной комнате» и сам Лэйнг, чтобы отслеживать изменения в состоянии пациенток.

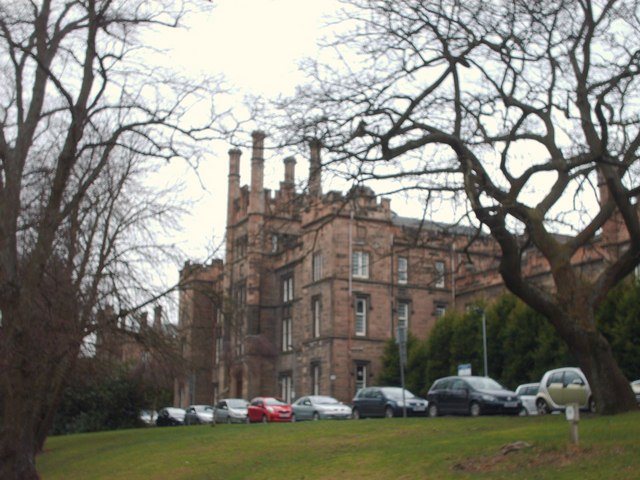
Гартнавельская Королевская психиатрическая больница, где Лэйнг организовал свою «Шумную комнату»

В итоге между пациентками и медсёстрами сложились отличные отношения. Все пациентки были опрятно одеты: носили бельё, платья, чулки и туфли; волосы были аккуратно уложены, и некоторые пользовались косметикой. Пациентки нередко покидали комнату и помогали персоналу: работали на кухне и готовили пищу, полировали полы или убирали лестницы. Иногда они выходили из больницы на прогулку, покупая чай или конфеты, косметику, материалы для рукоделия. Хотя у некоторых из пациенток и сохранялись симптомы шизофрении (что проявлялось, например, в их речи, которая у большинства пациенток всё ещё была речью психотиков), они снова стали выглядеть как обычные люди.
Как отмечалось в отчёте об эксперименте, опубликованном в журнале The Lancet, у пациенток исчезли многие симптомы хронического психоза; в отношениях друг с другом и с персоналом они стали менее вспыльчивыми, стали более аккуратными и уже не допускали непристойностей в своей речи.

#### «Вилла 21»
В январе 1962 года Дэвид Купер организовал в одном из отделений психиатрической больницы Шенли в северо-западной части Лондона терапевтическую общину «Вилла 21», функционировавшую в течение четырёх лет. За эти четыре года в функционировании отделения осуществилась смена ролей (пациенты стали принимать активное участие в своём лечении и в жизни отделения); отброшены были многие характерные для психиатрических больниц правила (преодолён был чёткий распорядок дня, обязательность труда и др.). Эти изменения не повлекли за собой ухудшения ситуации. Купер, описывая результаты своего эксперимента, отмечал: «Фактически за последние два года никто не получил от пациентов тяжёлых телесных повреждений, никто из молодых пациенток не забеременел, хотя они часто посещали своих приятелей в отделении, а также выходили с ними за пределы больницы». Проект «Вилла 21» опроверг предрассудки насчёт необходимости институционально закреплённого режима: хотя никто не следил за режимом, особенно за режимом сна, пациенты самостоятельно продолжали следовать принятому распорядку. Аналогичным образом не оправдались и предрассудки, связанные с предписанием обязательного труда как механизма институционализации пациентов.
Распорядок дня на «Вилле 21» включал в себя ежедневные встречи терапевтического сообщества, посещаемые всеми пациентами и всем персоналом общины; встречи терапевтических групп (пациенты были разделены на группы, встречавшиеся с сопровождающим их терапевтом); занятия двух рабочих групп (например, одна занималась внутренним декором помещений, другая изготовлением игрушек) и др.

#### Эксперимент Розенхана
В 1973 году в США психолог Дэвид Розенхан провёл эксперимент, поставивший под сомнение надёжность психиатрической диагностики. В ходе эксперимента сам Розенхан и его психически здоровые коллеги симулировали слуховые галлюцинации с целью попасть в психиатрические больницы. Оказавшись в психиатрических больницах, псевдопациенты прекращали симулировать галлюцинации, в больницах не предъявляли жалоб и вели себя как полностью здоровые люди.

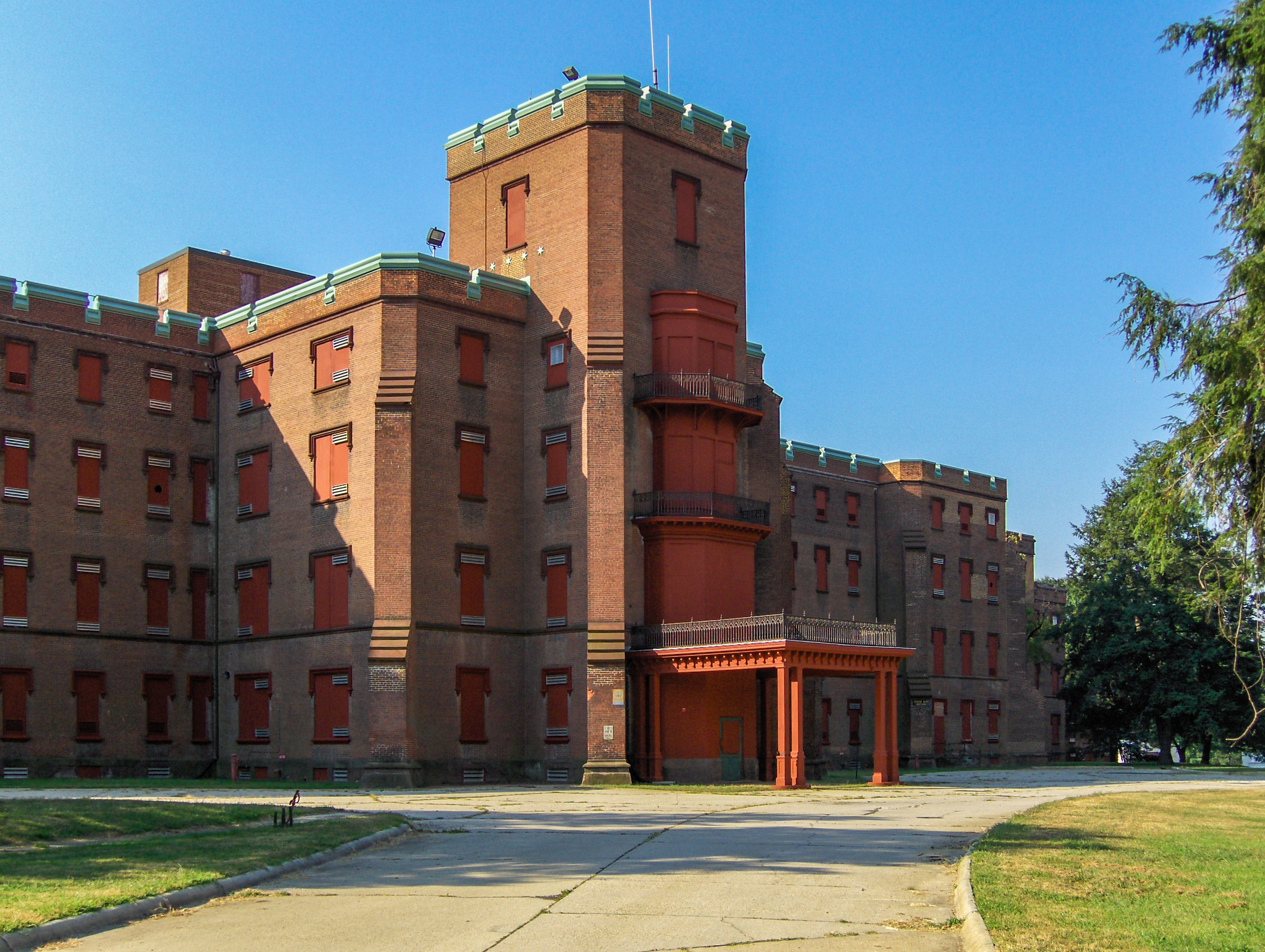
Психиатрическая больница Святой Елизаветы, Вашингтон, одно из мест проведения эксперимента Розенхана

Сроки пребывания псевдопациентов в психиатрических больницах варьировались от 7 до 52 дней и в среднем составляли 19 дней, псевдопациенты подвергались медикаментозному лечению. Все они были выписаны с диагнозом «шизофрения в стадии ремиссии». Несмотря на то, что регулярно и открыто велись детальные записи, касавшиеся особенностей поведения персонала и пациентов, персонал больниц не выявил среди псевдопациентов ни одного симулянта, тогда как многим другим пациентам тех же психиатрических больниц, по-видимому, удавалось распознать в них симулянтов. При первых трёх госпитализациях 35 пациентов высказали подозрение, что псевдопациенты здоровы, и догадку, что эти пациенты являются исследователями или журналистами, проводящими в больнице исследование.
Затем Розенхан провёл эксперимент без привлечения псевдопациентов в хорошо известной больнице, располагавшей собственной исследовательской и учебной базой. Её работники были ознакомлены с результатами предыдущего эксперимента, но утверждали, что в их учреждении подобные ошибки повториться не могут. Розенхан договорился с этими людьми о том, что до истечения трёх месяцев в психиатрическую больницу попытаются попасть один или несколько из псевдопациентов, чтобы оценка каждого пришедшего пациента производилась с учётом вероятности, что он может быть симулянтом. Среди 193 пациентов сочли симулянтами 41 человека и ещё 42 человека заподозрили в симуляции. В действительности, однако, Розенхан вообще не направлял в эту больницу псевдопациентов, и все пациенты, заподозренные персоналом в симуляции, на самом деле были больными.

#### Общие выводы
Целью антипсихиатрических экспериментов являлось не только выявление недостатков психиатрической системы, таких проблем, как медикализация и стигматизация, но и демонстрация эффективности альтернативной коммуникативной или терапевтической модели. Так, «Шумная комната» Лэйнга позволила доказать, что при условии благоприятной среды, при нормальном отношении и нормальной коммуникации состояние пациентов улучшается намного быстрее: они следят за собой, ходят в магазин, убирают помещение, вяжут, готовят и т. д.:393
Эксперименты антипсихиатров показали, что психиатрия представляет собой ещё во многом дисциплинарную, а не медицинскую практику и что она изолирует больного человека, не прилагая усилий к его лечению; что такие дисциплинарные феномены, как, например, стигматизация, часто никак не связаны с реальным состоянием пациента (это продемонстрировал в том числе эксперимент Розенхана). Они лишь препятствуют выздоровлению (что показала «Шумная комната»), и психиатрическая больница может без них обойтись (как было обнаружено благодаря «Вилле 21»):394.
Однако некоторые эксперименты привели также и к негативным результатам. Большинство экспериментов антипсихиатров были искусственно прерваны, либо же их итоги оказались неоднозначны. В частности, пациенты «Шумной комнаты» в долгосрочной перспективе при отсутствии поддерживающей среды возвращались к прежнему состоянию. Наряду с позитивными результатами антипсихиатрические эксперименты показали, что существуют границы, за которые не удастся выйти, не оказывая воздействия на функционирование психиатрии как институции, и путём гуманизации внутрибольничной практики можно совершить лишь небольшие изменения. Это понимание привело к тому, что стали создаваться альтернативные антипсихиатрические проекты, очень похожие на практику терапевтических сообществ, давно и успешно существовавших в англо-американских странах:394.

### Альтернативные проекты (коммуны)

#### Кингсли-холл
В 1965 году Рональд Лэйнг и его единомышленники создали в рабочем районе лондонского Ист-Энда терапевтическое сообщество-коммуну Кингсли-холл. Оно представляло собой свободную общину, не связанную ни с какой психиатрической больницей и не включённую в систему здравоохранения; в этой коммуне врачи и пациенты находились в равном положении. Лицам с шизофренией здесь предоставлялась возможность «пройти» через свой психоз, без подавления его психофармакологическими препаратами, шоковой терапией и другими подобными средствами, при дружеской поддержке и опеке всей общины. При этом бывшие психотики часто становились «проводниками» для новичков.

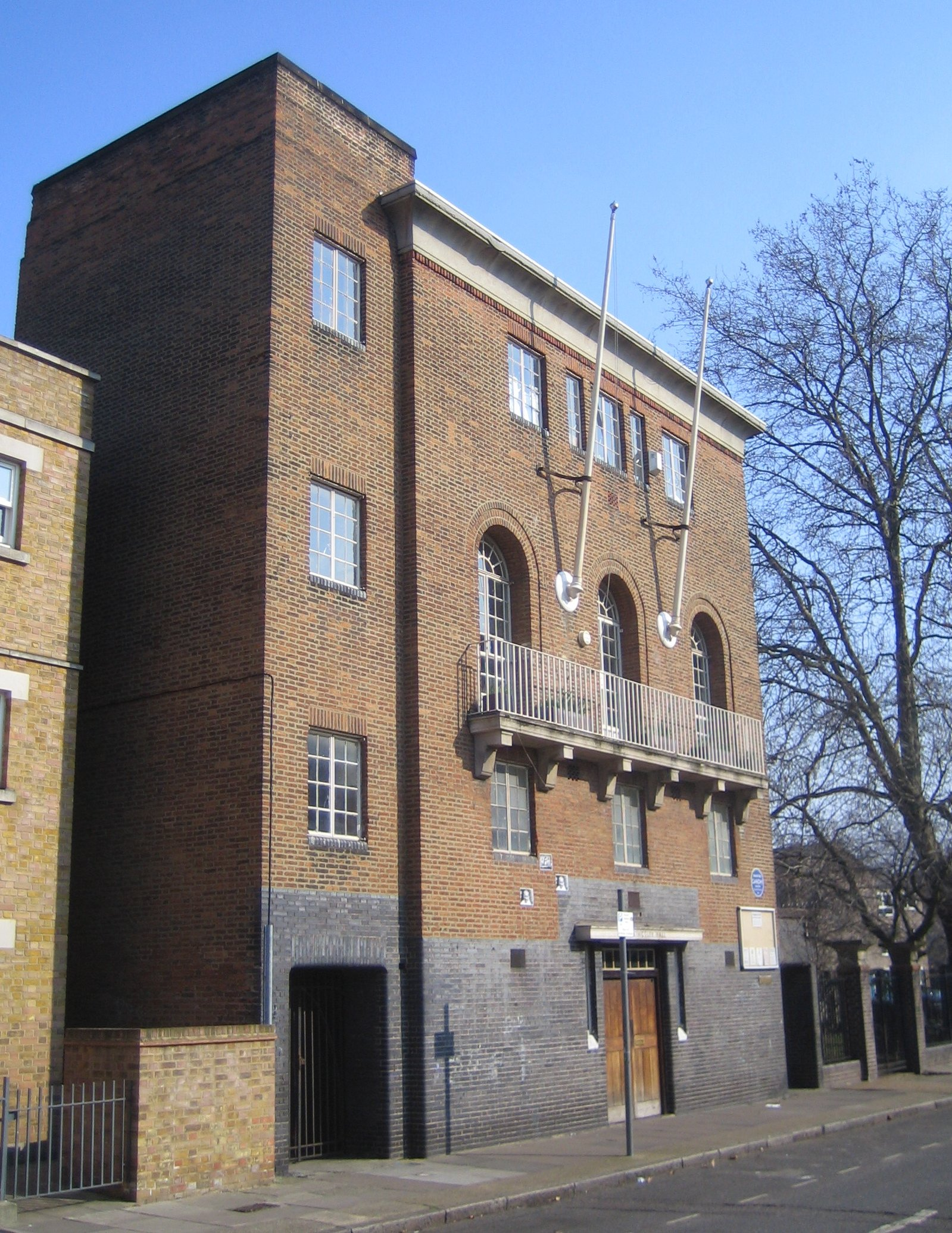
Здание Кингсли-холла

Жизнь Кингсли-холла не была строго регламентирована; существовало своеобразное антиправило, согласно которому все правила могут подвергаться сомнению. Обязательным было только участие в ужине за огромным старинным деревянным столом в холле, а также — в меньшей степени — участие в утренних групповых беседах.
Проводились дни открытых дверей и воскресные завтраки; устраивались публичные лекции на темы психиатрии, антипсихиатрии и феноменологии. Лэйнг и его коллеги вели постоянный ежемесячный семинар по феноменологии и социальной теории, в котором участвовали около 50 психиатров и психотерапевтов. С обитателями Кингсли-холла встречались экспериментальные драматические труппы, авангардные поэты, художники и музыканты, танцоры, фотографы, представители «новых левых», лидеры коммунарного движения и др.
К концу 1965 года Кингсли-холл принимал в неделю около сотни посетителей. Он являлся не просто терапевтической общиной или антибольницей, а подлинным контркультурным центром — средоточием музыкантов, поэтов, художников, левых радикалов и хиппи, точкой революционности в Лондоне 1960-х.
К 1968 году состояние здания изменилось к худшему, за его состоянием никто не следил. Окрестные жители относились к общине резко отрицательно, жаловались на громкую музыку; они бросали в окна камни, выкручивали дверной звонок, били пустые бутылки из-под молока, оставляемые на пороге, иногда забрасывали в зал первого этажа собачьи экскременты. Некоторые из обитателей Кингсли-холла, выходя из здания, вели себя странным образом и беспокоили местных жителей.
В 1968 году умерла владелица здания Кингсли-холла Мюриэл Лестер, и вскоре после этого попечительский совет Кингсли-холла потребовал выплатить 5 тысяч фунтов стерлингов на восстановление здания и в течение 18 месяцев освободить его. 31 мая 1970 года община в Кингсли-холле была закрыта, и жители его переселились в «Archway Community» — общину, устроенную на северо-западе Лондона, которую возглавил американский врач Леон Редлер.

#### Сотерия
В своей работе 1999 года «Сотерия и другие альтернативы неотложной психиатрической госпитализации» Лорен Мошер, разработавший метод Сотерии, охарактеризовал его как «применение по 24 часа в день межличностных феноменологических вмешательств, осуществляемых непрофессиональным персоналом, обычно без лечения нейролептическими препаратами, в контексте немногочисленной, аналогичной домашней, тихой, поддерживающей, защищающей и толерантной социальной среды».

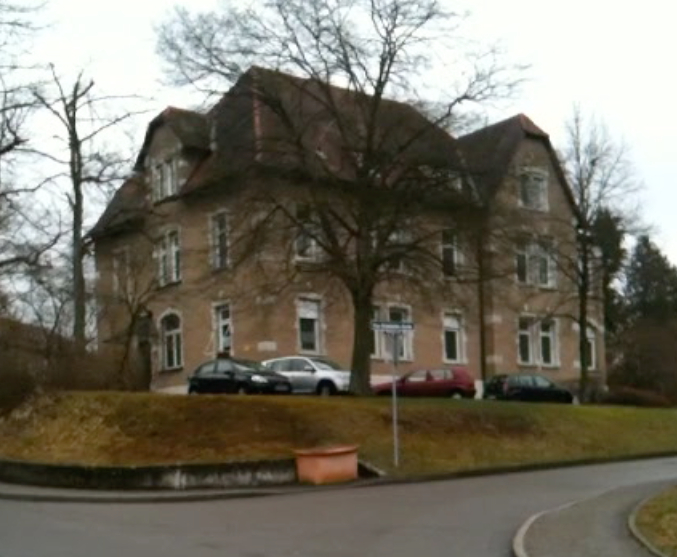
Сотерия в Цвифальтене, Германия (2011)

Первый этап эксперимента проходил в 1971—1976 годах:183. Проявления психоза у различных участников эксперимента были самыми разнообразными: в Сотерии находились пациенты с кататонией, пациенты с симптомами параноидной шизофрении и др.:181 Проект Сотерии основывался на парадигме социальной феноменологии, опирался на стремление развить в терапевтическом сообществе нетоталитарные, недирективные и активные эмпатические отношения:179. В Сотерии сотрудники, не имевшие официальной подготовки в области психиатрии или психологии, работали сменами по 24 и 72 часа и, таким образом, жили вместе с пацентами:22. Насколько возможно, сотрудники старались проявлять толерантность к любому эксцентричному поведению:23; проживающим в Сотерии пациентам позволяли вести себя свободно. Применение медикаментозного лечения не отвергалось полностью:181, но, за исключением экстренных случаев, препараты не использовались в течение первых шести недель пребывания проживавшего:22.
Второй этап исследования осуществлялся в 1976—1982 годах. Состав группы, характер социальной ситуации и результаты первых шести недель лечения были такими же, как и на первом этапе. На протяжении первых шести недель терапии 25 % пациентов Сотерии получали нейролептики, впоследствии 50 % экспериментальной группы и 70 % контрольной группы получали поддерживающее лечение:183—184.
По результатам, полученным в Сотериях, был сделан вывод, что эта поддерживающая, защищающая, сфокусированная на межличностных аспектах небольничная обстановка способна устранить или снизить необходимость применения нейролептиков в течение наиболее дезорганизованного периода психоза:405. Результаты, опубликованные в 1992 году, продемонстрировали, что люди, не получавшие медикаментозное лечение, выздоравливали гораздо чаще и быстрее:146. По данным ряда других публикаций, в данной специфической среде пациенты могут быть излечены так же успешно, как при стандартных больничных процедурах:23:143. Например, в 2008 году журнал Schizophrenia Bulletin опубликовал обзор исследований, свидетельствующих о том, что при лечении лиц с первым или вторым эпизодом расстройства шизофренического спектра используемый в Сотериях подход даёт одинаковые, а в некоторых отдельных регионах — лучшие результаты, чем традиционные подходы, основанные на медикаментозном лечении, и что это достигается при значительно меньшем применении медикаментозного лечения.

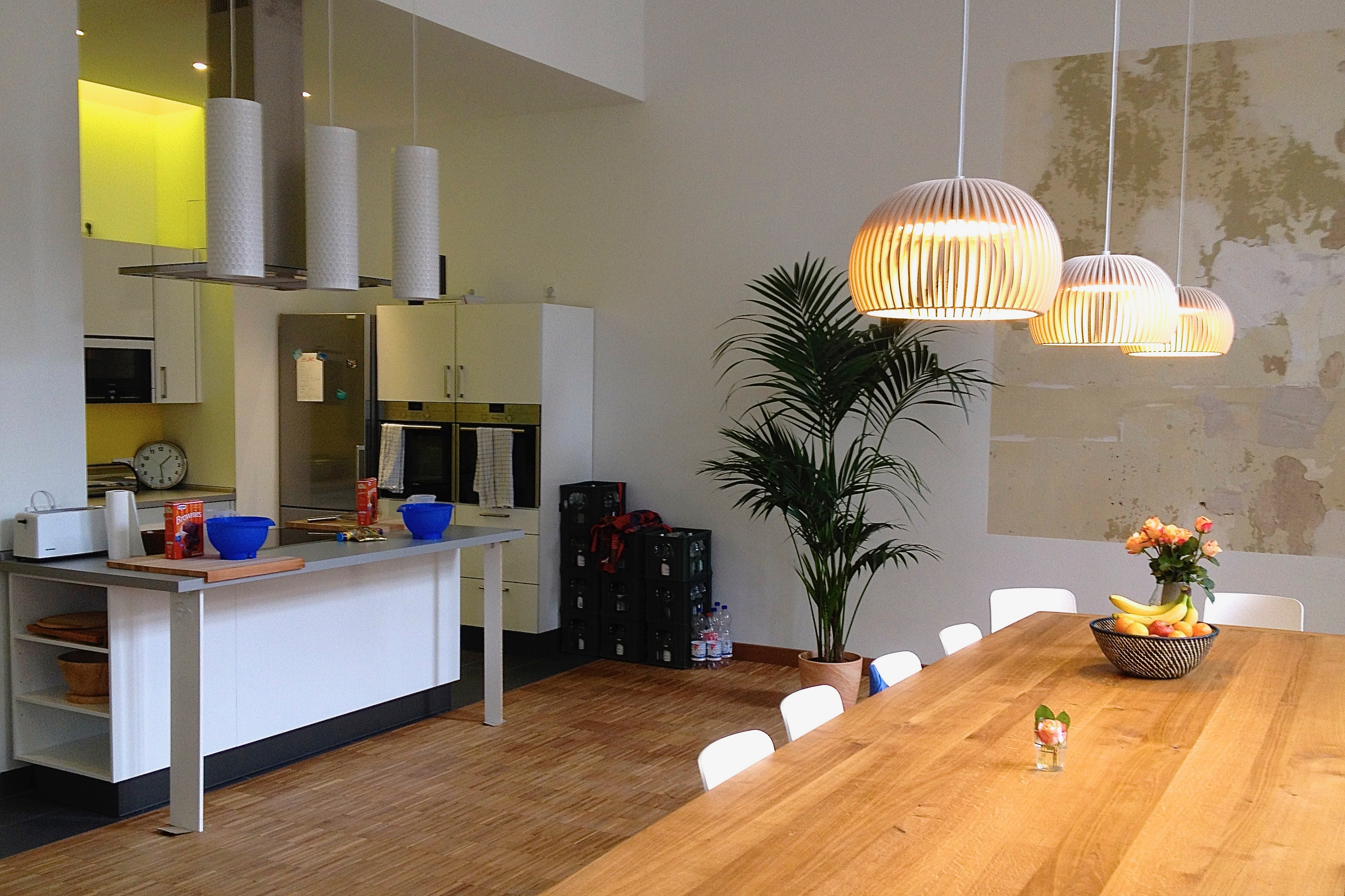
Сотерия в Берлине

Сотерия как клиническая программа закрылась в 1983 году из-за нехватки финансирования и административных проблем:184. Переместившись в Европу, проект Сотерий возобновился в 1984 году, когда под руководством профессора социальной психиатрии Люка Чомпи открылась Сотерия в Берне, где, в отличие от Сотерии Мошера, для работы привлекались специалисты. По данным проведённых исследований (в течение двух лет после выписки пациентов), процент выздоравливающих больных в Сотерии-Берне оказался выше, чем в обычных психиатрических больницах, невзирая на значительно сниженные дозы антипсихотических препаратов и более низкую стоимость лечения:187.
Интерес к данному подходу растёт в Великобритании, нескольких европейских странах, Северной Америке и Австралазии. Модель Сотерии была воспроизведена в ряде европейских стран:110: Швейцарии, Венгрии, Финляндии, Германии, Швеции. В Германии дома-Сотерии или аналогичные дома функционируют, создаются или планируются в Цвифальтене, Кёльне, Франкфурте-на-Одере, Гессене, Ганновере, Мюнхене, Бремене, Штутгарте. В Швеции открыли три таких дома.

#### «Шатры»
В 1973 году последователь Лэйнга Джозеф Берк создал в викторианском здании на севере Лондона сообщество коммунарного проживания врачей и пациентов «Шатры», впоследствии выросшее в кризисный центр «Шатры». Те, кто переживал психические расстройства, именовались в сообществе Берка «гостями». Для гостей в «Шатрах» не существовало никаких ограничений, и они представляли различные социальные слои: в здании проживали простые рабочие и поп-звёзды, домохозяйки и психологи, представители религиозных и этнических меньшинств. Попасть в «Шатры» можно было исключительно на добровольной основе:171.
В работе центра «Шатры» используется психосоциальный подход, который объединяет психодинамический аспект (ориентированный внутрипсихически) и социально-динамический аспект (межличностно ориентированный). Терапевтическую роль играют три взаимосвязанные системы: окружающая среда, группа и команда:171—172. Задача терапии в центре — не только избавить человека от разрушительного патологического опыта, но и помочь его осмыслению. В центре находятся люди, которым не удаётся больше сдерживать свои мысли, чувства, желания, поступки, и цель персонала — поддержать пациентов и научить их контролировать себя, что возможно только в результате переоценки и переработки и переработки своего внутреннего и внешнего мира. Пациенты пытаются снова обрести целостность и автономию, научиться взаимодействовать с реальностью и научиться планировать свою жизнь:174.
Кризисный центр «Шатры» функционирует и в начале XXI века, хотя в 2009 году он был преобразован в Arbours Association. Ассоциация объединяет три терапевтических сообщества, ориентированных на развитие личности и поддержание свободной самореализации; каждое сообщество состоит из 7—8 человек и двух терапевтов-кураторов. Терапевтический курс включает в себя групповые встречи и индивидуальную терапию:174.

#### «Уиндхос»
В 1981 году в Боулдере (Колорадо) Эдвард Подволл создал проект «Уиндхос». Другой такой же центр был создан Джефри Фортьюном в начале 2000-х годов в Галифаксе (Новая Шотландия). Подволл и его коллеги работают с самыми различными психическими расстройствами и проблемами: психозами, обсессивно-компульсивными, аффективными расстройствами, наркоманией, алкоголизмом, аутизмом, старческими психическими расстройствами и др.:201
В рамках проекта Подволла пациенты проживали отдельно друг от друга в арендованных домах (руководители «Уиндхоса» исходят из представления, что объединение людей с психическими расстройствами в одном месте проживания, характерное для психиатрической больницы, может привести к ухудшению состояния у пациентов, а окружение здоровых людей, напротив, может оказаться терапевтическим для человека с психическим расстройством):201—202. Акцент делался на повседневной активности (ведение домашнего хозяйства), установлении здоровых отношений (сначала в пределах терапевтической команды, затем происходит налаживание общения в социуме), на индивидуальной психотерапии, работе по графику для стабилизации суточных ритмов, укреплении физического здоровья, активизации творческой деятельности. Обычная жизнь среди нормальных людей, обычные повседневные занятия являются тем ресурсом, который Подволл и его коллеги задействовали в своей работе:202—204.

#### Общие выводы
Как для антипсихиатрических коммун, так и для более ранней практики терапевтических сообществ характерны многие общие черты: внимание к личности пациента, уделение значительного внимания роли группы в процессе выздоровления, постоянные групповые встречи и совместные обсуждения, сходная практика организации досуга и создание групп по интересам, совместное проживание, свободное перемещение, стирание ролевых различий и многие другие особенности. Своеобразие антипсихиатрических коммун обусловили два различия: до антипсихиатрии терапевтические сообщества редко работали с психотическими пациентами; кроме того, за функционированием терапевтических сообществ прежде не стояла такая крайне критическая теория:395.
Критическая направленность этой теории обусловила выход терапевтических коммун антипсихиатрии из исключительно психиатрического пространства в культурное пространство — вернее, в контркультурное. В то время как послевоенные терапевтические сообщества предполагали направленность на включение человека в социум и по сути представляли собой продолжение общества, антипсихиатрические коммуны противостояли социуму — в плане организации, ценностей и др. В отличие от жёсткой социальной системы, которая не способна предоставить человеку в тяжёлой ситуации условия для её преодоления, антипсихиатрические коммуны строились на иной форме отношений между «я» и другими: на контакте между внутренним миром человека и окружающим его миром других людей, на отношении к человеку с психическим расстройством как личности — и упраздняли роли врача и пациента, стремясь создать миниобщество равных:395.
Первые антипсихиатрические проекты терапевтических сообществ, например «Вилла 21» и Кингсли-холл, потерпели крах из-за проблем внутреннего управления, предела внутренних изменений и финансирования — все эти проблемы возникли вследствие их антиинституциональной направленности. К числу основных проблем относились проблемы с дисциплиной и организацией быта: из-за упразднения ролевых барьеров врачи и пациенты в антипсихиатрических коммунах были уравнены по своему статусу и в равной мере получили право участия в управлении. Коммуны функционировали стихийно, отсутствовали обязательность и жёсткие предписания, распределение повседневного труда. В большинстве таких коммун (как, в частности, в Кингсли-холле) некому было сходить за едой, её приготовить, убрать помещение:396.
Проблемы предела внутренних изменений были связаны с тем, что существование коммун заходило в тупик: коммуны создавались в противостоянии жёсткой психиатрической системе, но они должны были развиваться и дальше, должна была идти какая-то работа, что требовало организации и потому было несовместимо с целями антипсихиатрических коммун:396.
Кроме того, коммуны антипсихиатров плохо финансировались. Поскольку они противопоставляли себя системе психиатрической помощи, они не могли финансироваться государством. В редких случаях их поддерживали различные фонды, а в самих коммунах в основном работали волонтёры, но денежные средства всё же требовались на закупку еды и оплату аренды помещения. Большинство альтернативных проектов антипсихиатров прекратили своё существование именно из-за этой проблемы:396—397.
Практика альтернативных коммун, создававшихся Лэйнгом, Купером и их соратниками, завершилась кризисом в конце протестных 1960-х годов. В 1970-е годы возникли новые проекты сообществ, опиравшиеся на прежний опыт антипсихиатрических коммун: «Сотерия» Мошера, «Уиндхос» Подволла, «Шатры» Берка и многие другие:405. Эти сообщества стремились учесть негативный опыт первых альтернативных проектов — они более упорядочены, хотя характерная для традиционных психиатрических больниц жёсткая институциональная организация в них отсутствует; в них соблюдается принцип централизованного управления, ведущей является групповая работа и делается акцент на активности пациента, его включённости в терапевтическую работу и разнонаправленную деятельность:397. Многие из этих новых альтернативных проектов финансировались государственными фондами и структурами:405.

### Реформирование (деинституционализация) психиатрии
В основе антипсихиатрических радикальных проектов реформирования системы психиатрической помощи, создававшихся существенно позднее, чем ряд антипсихиатрических коммун-сообществ, лежит мысль о невозможности позитивных изменений социальных институций, и психиатрии в том числе, пока социально-экономическая структура институции не будет радикальным образом трансформирована, то есть разрушена:397—398.
Психиатрическая реформа в Италии имела две цели — деинституционализацию и медикализацию. Инициатор психиатрической реформы Франко Базалья стремился избавить итальянскую психиатрию от груза тюремного прошлого, с которым в то время она была по-прежнему связана законодательно, от социальной надстройки, и вернуть психиатрии функцию помощи психически больным людям. Базалья отнюдь не утверждал, что психического заболевания не существует, — он утверждал, что как само это понятие, так и институт психиатрии слишком отягощены социально-экономическим грузом, от которого и следовало избавляться. Отходя от дисциплинарного полюса психиатрии и её истории, итальянская реформа обращается к её медицинскому полюсу, обновляя психиатрию и обращая её вперёд:400.

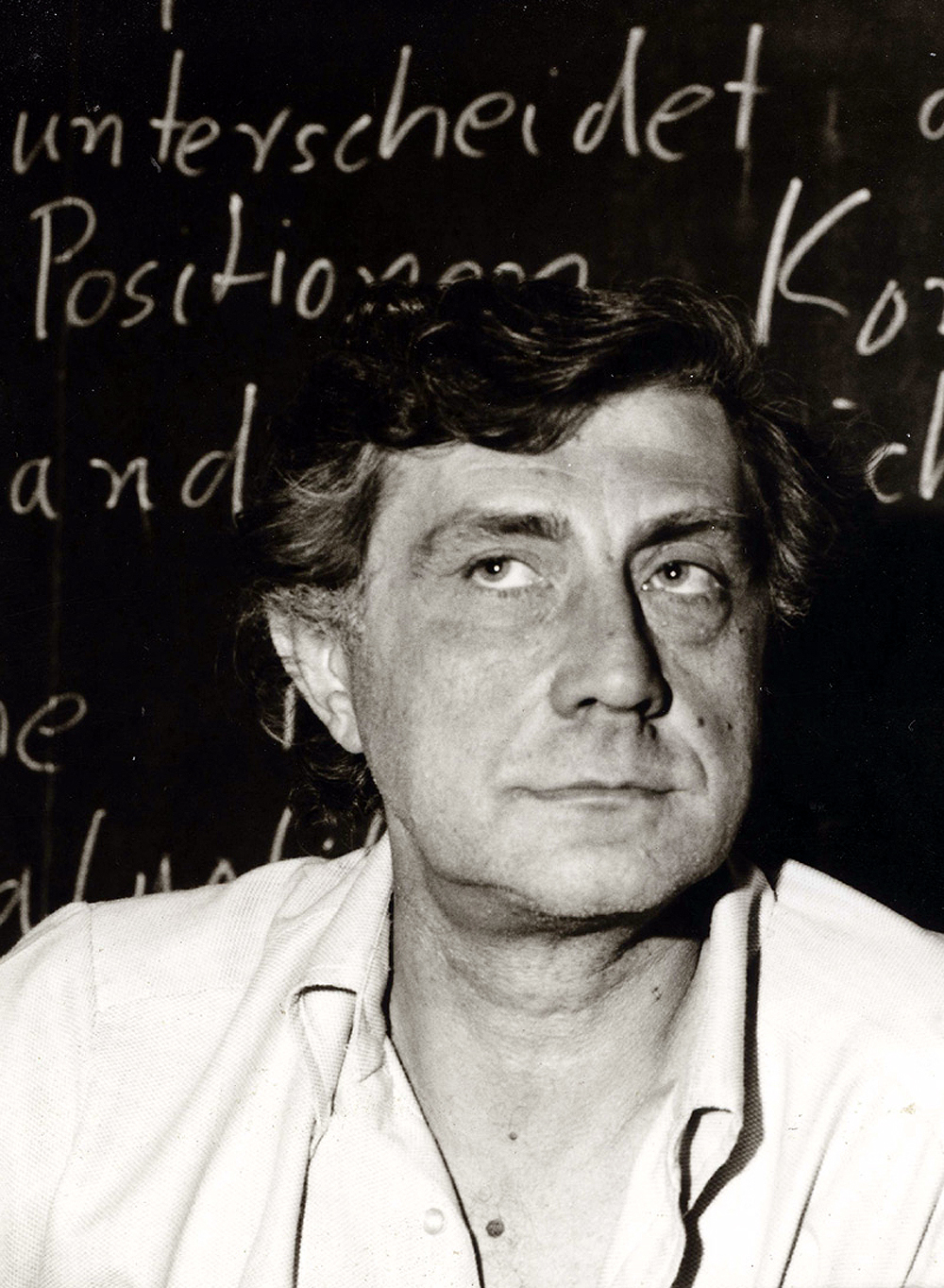
Франко Базалья (1924—1980), пропагандист деинституционализации психиатрии

До реформы психиатрические больницы Италии находились в ведении Министерства внутренних дел и подчинялись полиции. Психическое заболевание рассматривалось исключительно в аспекте опасности для общества, многообразия форм психических болезней и их градаций закон не учитывал. Согласно закону, госпитализация обязательно требовала судебного расследования и судебного сопровождения лечения, подобного тому, что предписывалось при лечении преступников, и влекла за собой утрату гражданских свобод — недееспособность пациента. Предписывавшаяся законом структура лечения и содержания пациентов в психиатрических больницах напоминала тюремную:67—68.
Условия содержания в середине XX века во многих психиатрических лечебницах Италии оставляли желать лучшего, а персонал подбирался большей частью из недостаточно подготовленных медиков, не сумевших найти для себя лучшую работу:14. Как отметил профессор Шеффилдского университета, специалист по истории психиатрии С. С. Джохл, состояние психиатрии в Италии то время было, по современным стандартам, отвратительным. Психически больные содержались вместе с инвалидами в крупных лечебницах. Число стационарных больных в этих учреждениях выросло с 32 000 в 1904 году до 150 000 в 1965 году. Врачу не составляло труда заявить, что человек проблемен или опасен, после чего его могли удерживать против воли в течение тридцати суток в наблюдательной палате. Если по истечении этого срока пациент продолжал признавался нездоровым, его переводили в палату для хронически больных, где он мог провести остаток жизни. Оставить клинику больной мог исключительно по решению суда.
Новый итальянский закон о психиатрической помощи (Закон 180) был создан после длительных предварительных опытов проведения деинституционализации, имевших место в нескольких городах (включая Горицию, Ареццо, Триест, Перуджу, Феррару) в период с 1961 по 1978 год. Данные попытки смогли продемонстрировать, что устаревшую, сопряжённую с изоляцией помощь в психиатрических больницах можно заменить альтернативной общественной медико-социальной помощью. Была доказана эффективность новой системы помощи с точки зрения заложенной в ней возможности осуществить постепенное и бесповоротное закрытие психиатрических больниц с параллельным созданием новых служб, которые соответственно могут быть названы «альтернативными», а не «дополняющими» психиатрические больницы.
Важным фактором, предшествовавшим разработке нового закона о психиатрической помощи, явилось наличие в 1960-е годы широко действующих по всей стране реформаторских движений, в которых участвовали студенты университетов, рабочий класс, профсоюзы, левые и радикальные силы. Эта уникальная общественная ситуация привела к принятию передовых проектов законов, включавших законы о разводе, аборте, правах рабочих и, наконец, Закон 180.
В мае 1978 года парламентом Италии был принят Закон 180:248. В отличие от продолжавшего действовать вплоть до того времени итальянского закона «О психиатрической помощи» 1904 года, в котором лицо с психическим заболеванием определялось через понятия «опасность для себя и окружающих» и «общественный скандал» и предусматривалось создание социального института психиатрических больниц с целью устранить, локализовать данную опасность, в реформистском Законе 180 утверждалось право лица, страдающего психическим заболеванием, на добровольную помощь в обществе. Этот закон ознаменовался отказом от приравнивания психического заболевания к социальной опасности, предоставлением лицу с психическим заболеванием возможности занять социальное положение полноправного гражданина и запретом на строительство новых психиатрических больниц.
Согласно Закону 180, место оказания психиатрической помощи надлежало перенести из психиатрических больниц в общественные центры психиатрической помощи. Предусматривалось также создание психиатрических отделений с ограниченным количеством коек в больницах общего профиля. Недобровольная госпитализация запрещена, пока не нарушен никакой закон.
Закон носил рекомендательный характер и настаивал лишь на постепенном отказе от психиатрических больниц, не предполагая одномоментного их упразднения, и постепенном переходе к сети центров психиатрической помощи. Поэтому в разных провинциях Италии реформирование проходило по-разному и в разные сроки:253; темпы внедрения Закона по стране различались также по той причине, что в каждом регионе имелась собственная местная политическая система управления, оказывавшая влияние на местную политику в здравоохранении и общественной жизни. Результатом этого было наличие стандартов различных по качеству услуг, предоставляемых пациентам в зависимости от того, где они проживают. Ситуация в некоторых регионах была парадоксальной: открытие новых психиатрических отделений в больницах общего профиля не сопровождалось созданием новых служб в обществе в связи с недостатком политической воли.
В то время как на севере Италии закон был принят достаточно активно, на юге он либо не выполнялся, либо психиатрические службы вообще функционировали в противоречии с ним. В 1978—1979 годах, по статистике Национального исследовательского совета, в Италии насчитывалось 564 территориальных центра психиатрической помощи, из них только 80 находились в южных провинциях. Те города, в которых ещё до принятия закона развивалось движение за деинституционализацию, осуществили реформу наиболее мягко и успешно:254.
Хотя закон был направлен в том числе на преодоление стигматизации лиц с психическими расстройствами и выработку более терпимого отношения к ним со стороны общества и хотя в некоторых провинциях была проведена обширная подготовительная работа, предубеждение против лиц с психическими расстройствами сохранялось. В частности, в больницах общесоматического профиля, куда теперь могли госпитализироваться пациенты с психическими расстройствами, персонал лабораторий отказывался проводить им анализы и держать их кровь вместе с кровью обычных больных:253.
Существует крайне мало конкретных данных о судьбе пациентов, освобождённых из психиатрических больниц. В частности, по официальной статистике известно, что в провинции Венето 60 % из них проживали в семье, 74 % работали или получали пенсию, 54 % получали областное социальное обеспечение, 84 % получали психотропную терапию, примерно 1 % совершили самоубийства. Статистика преступности среди лиц с психическими расстройствами не продемонстрировала прироста: с 1976 по 1978 год число пациентов в судебных психиатрических больницах увеличилось только на 3,5 %, а с 1980 по 1985 год снизилось на 5,6 % при общем увеличении заключённых на 32 %:255. Между тем в публикациях в British Medical Journal и Psychiatric Bulletin отмечалось, что итальянская психиатрическая реформа привела к увеличению числа бродяг за счёт лиц с психическими расстройствами.
Полная ликвидация системы государственных психиатрических больниц в Италии относится к 1998 году, когда была завершена реализация закона о психиатрической реформе.
Закон 180 оказал влияние на весь мир:125, во множестве других западных стран были проведены сходные реформы:154. Крупномасштабное сокращение психиатрических больниц происходило практически во всех странах Северной Америки и Западной Европы, однако именно в Италии деинституционализация, в этой стране осуществлявшаяся антипсихиатрами, носила наиболее радикальный характер:256—257. Психиатрические больницы были ликвидированы, помимо Италии, также в Швейцарии и Швеции.
Деинституционализация психиатрии столкнулась с рядом проблем, которые, как оказалось, необходимо решить для успешного реформирования системы психиатрии:402—403:
- проблема стигматизации лиц с психическими расстройствами в обществе;
- жилищная проблема (в Великобритании, США, Италии и Франции попытки реформирования нередко приводили к тому, что пациенты снова возвращались в больницы или оказывались на улице, поскольку у многих из них не было жилья; в Европе для решения этой проблемы организовывали общежития для бывших пациентов);
- проблема трудоустройства бывших пациентов;
- необходимость работы с семейной ситуацией и непосредственным окружением пациента;
- необходимость организации амбулаторной сети, подготовки многих специалистов различного профиля (в Италии таких специалистов при реформировании оказалось недостаточно).

Практика реформирования показала, что, открывая двери психиатрических больниц, нужно стремиться к тому, чтобы социум принял больного. Антипсихиатры, масштабно критикуя современное им общество, сумели доказать, что психическое заболевание — социальная проблема и работать с ней нужно всем обществом:403.

## Антипсихиатрические организации

### Филадельфийская ассоциация
Филадельфийская ассоциация (англ. Philadelphia Association, получила своё наименование от греческих корней «philia» и «delphos», так что её наименование не отсылает ни к какому географическому названию) является британской благотворительной организацией, занимающейся изучением психических расстройств и осуществляющей лечение и образование нетрадиционными методами. Была основана в апреле 1965 года Р. Лэйнгом, К. Сигалом, А. Эстерсоном, Дж. Каннолд, Д. Купером и С. Брискиным. Как указано в отчёте о деятельности Филадельфийской ассоциации, она была призвана «открывать места для приёма людей, страдающих или страдавших душевными болезнями» и «изменить само представление об „умственном здоровье“ и „душевной болезни“».
Первый проект Филадельфийской ассоциации был открыт в Кингсли-холле и функционировал с 1965 по 1970 год. В дальнейшем ассоциация профинансировала десятки проектов терапевтических общин, разработала множество обучающих программ, объединила вокруг себя тысячи людей.
Филадельфийская ассоциация существует и в начале XXI века, реализуя научные, образовательные и терапевтические программы.

### People for a New Psychiatry
Движение People for a New Psychiatry («Люди за новую психиатрию»; впоследствии оно было переименовано в People Not Psychiatry — «Люди, а не психиатрия») было создано в Лондоне в июле 1969 года, одним из его основателей являлся Майкл Барнетт. Помимо Лондона, движение получило развитие в Манчестере, Бирмингеме, Лидсе, Эдинбурге, Глазго, Ноттингеме, Брайтоне, Бристоле и пр. В основе взглядов членов общества — представление об исключительной ценности человеческой личности, опыта и поведения; на этот статус личности и посягает, по представлению членов организации, психиатрия:209—210.
Организация представляет собой сеть взаимопомощи, у неё нет никакой формальной структуры и иерархии, и существует она исключительно благодаря инициативе входящих в неё людей, которые поддерживают тех, кто пережил и переживает психическое заболевание: организовывают альтернативное лечение, помогают с жильём и деньгами. Вначале члены организации проживали друг у друга на квартирах, и лишь затем было найдено место для совместного жительства:210.
Движение развивалось очень быстро, вскоре его численность достигла 10 тысяч участников и продолжала расти. Организация сотрудничала с радикальной психиатрией, участвовала в контркультурных проектах. Среди участников организации были и очень именитые личности, например Дэвид Купер, Клэнси Сигал:211.

### Гражданская комиссия по правам человека

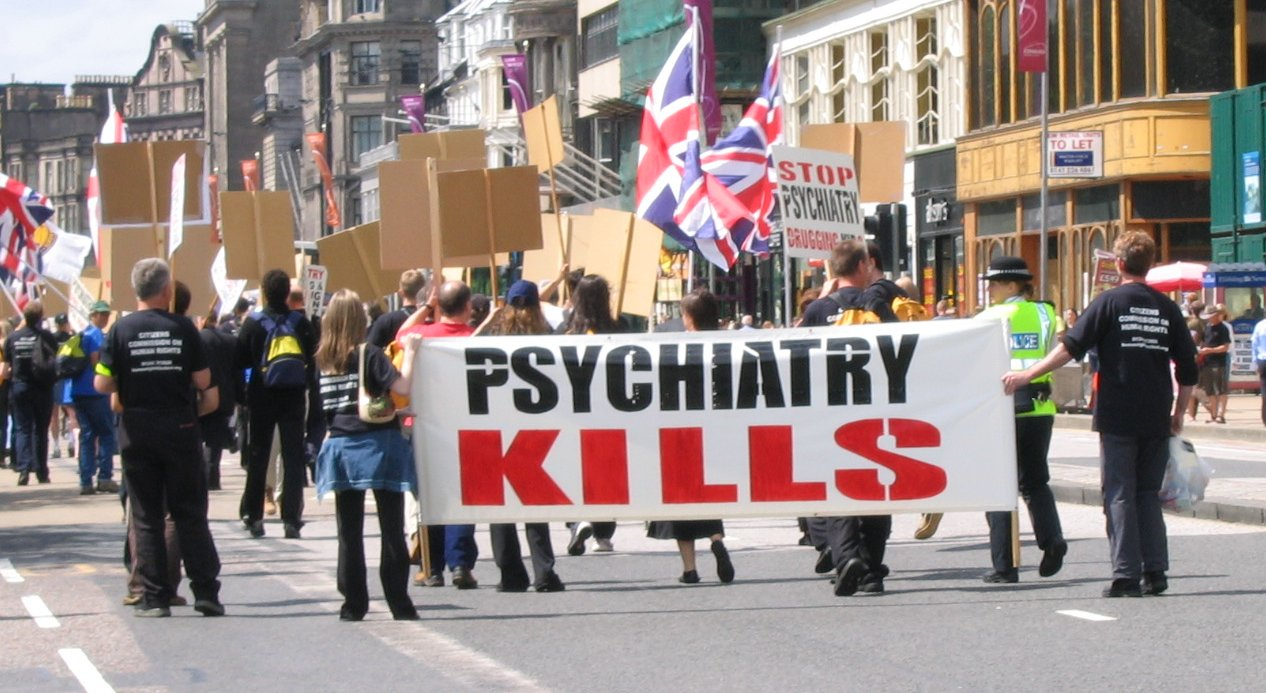
Демонстрация ГКПЧ в Эдинбурге (Шотландия)

Общественная организация «Гражданская комиссия по правам человека» (ГКПЧ) была основана в 1969 году Церковью саентологии и профессором психиатрии Томасом Сасом:21. Штаб-квартира комиссии располагается в Лос-Анджелесе, Калифорния. Членами Гражданской комиссии являются врачи, адвокаты, педагоги, правозащитники, деятели искусства, бизнесмены.
Гражданская комиссия по правам человека полагает, что в МКБ (международной классификации болезней) «низкий уровень научной достоверности», природу психиатрических диагнозов представители организации называют мошеннической. Психиатры, по утверждению организации, «подсаживают» людей на опасные и формирующие наркотическую зависимость препараты:23. По мнению ГКПЧ, причиной психических нарушений являются общемедицинские заболевания: аллергии, болезни почек, нехватка питательных веществ и пр. ГКПЧ заявляет, что обследование и лечение психических расстройств нужно проходить у терапевта, а не психиатра. После этого, по мнению представителей комиссии, симптомы психического расстройства исчезают без следа:24.
ГКПЧ призывает людей сообщать о злоупотреблениях и преступлениях в психиатрии, о неправомерном лишении свободы, мошенничестве, сексуальном насилии, «бесчеловечном» обращении и «жутких» условиях в психиатрических учреждениях. Организация документирует эти сведения и помогает донести их до органов власти:23—24; помогает пострадавшим обратиться в правоохранительные органы, прокуратуру, органы здравоохранения и социальной защиты для отстаивания их прав. Расследования, проведённые организацией в разных странах, привели к судебному преследованию многих психиатров, психологов и других работников сферы охраны психического здоровья:24.
Комиссия публикует брошюры, статьи и популярные документальные фильмы. Многие из них находятся в свободном доступе. В международном центре ГКПЧ в Голливуде (Калифорния) расположен музей «Психиатрия. Индустрия смерти».

### Mental Patients’ Union
Mental Patients’ Union (Союз психически больных) возник в 1972 году в Лондоне:206. Его создателями были Л. Деркин, Б. Дуиб, Л. Митчелл, Э. Ирвин, Э. Робертс и В. Арджент; только трое из них — Э. Ирвин, Э. Робертс и В. Арджент — являлись психиатрическими пациентами. Организация была создана по подобию других леворадикальных движений, в частности тех, которые боролись за права женщин и чернокожих, и была призвана объединить лиц с психическими расстройствами для борьбы за их права, для взаимопомощи и поддержки:207—208.
Возникновение группы Mental Patients’ Union стало результатом забастовок в Паддингтонском дневном стационаре. Этот стационар являлся по своей организации и структуре терапевтическим сообществом, в нём преобладали демократические порядки и применялись мягкие терапевтические методы. После сообщения руководства о закрытии стационара и присоединении его к традиционно ориентированной психиатрической больнице начались протесты пациентов и персонала против такого решения; пациенты, которым грозил перевод в обычную психиатрическую больницу и лечение традиционными методами, выступили с заявлением, какие методы, по их мнению, наиболее приемлемы для лечения и какой должна быть структура стационара. Благодаря волне протестов и широкому общественному резонансу стационар был сохранён в его прежнем виде. Акции протестов не прошли бесследно, приведя к созданию организации Mental Patients’ Union:206.
В декабре 1972 года комитетом организации был выпущен манифест «Необходимость Союза психически больных: несколько предложений»:207 (известный также под названием «Рыбий манифест»:207: на обложке брошюры с манифестом присутствовала фотография рыбы, попавшей на крючок и борющейся с крючком). В манифесте утверждалось, что психическое заболевание представляет собой попытку справиться с безвыходной ситуацией, стратегию решения проблемы, а не проблему как таковую, а пациент является активной действующей силой не только психиатрии, но и современного общества:207—208. Психиатрия рассматривалась в манифесте как механизм репрессии буржуазного общества, агент правящего класса, против которого должны объединиться и выступить лица с психическими расстройствами. «Психически больной — это та жертва, которую мы приносим, продолжая поклоняться богам капиталистической религии», — заявлялось в манифесте:208.
Правом участвовать в руководстве и управлении группой обладали только лица с психическими расстройствами — пациенты и экс-пациенты. Членом организации также был Дэвид Купер, который смог войти в неё на правах пациента по той причине, что страдал алкоголизмом и проходил лечение. Численность членов организации, включавшей в себя уже не только жителей Лондона, но и жителей Манчестера, Оксфорда, Лидса, Суррея, росла и в марте 1974 года составила 314 человек, в июле 1974 — около 375—400 человек. Группы, относящиеся к организации, возникли и во Франции, Германии, США, Канаде, Голландии, Испании:208.
Из-за многочисленности групп, входивших в организацию, возникли разногласия, и в 1974 году на общем собрании Mental Patients’ Union было принято решение считать её не централизованной организацией, а свободной федерацией автономных групп, объединяемых ежегодными общими собраниями, конференциями и информационным бюллетенем:209.
Несмотря на последовавшее за этим затухание деятельности Mental Patients’ Union, в дальнейшем образовалось множество аналогичных ей по духу организаций, родоначальники и основатели которых часто были членами этого союза. К таким организациям относятся, в частности, Community Organisation for Psychiatric Emergencies (Общественная организация по психиатрическим бедствиям), Reclaim Bedlam («Возвращение Бедлама»), Mad Pride («Гордость безумца»):209.

### «Демократичная психиатрия»

Голубая лошадь, получившая название Марко Кавалло и ставшая символом «Демократичной психиатрии» и итальянской деинституционализации, движется впереди шествия в Триесте (март 1973 года)

Организация «Демократичная психиатрия» была создана в 1973 году в Италии:244 группой левоориентированных психиатров, социальных работников и социологов под руководством Франко Базальи:253, который являлся её лидером:165. «Демократичная психиатрия» выступала против психиатрии как института исключения и изоляции, тем не менее признавая объективное существование психического заболевания:150 и стремясь к строительству новой системы психиатрической помощи, более адекватно отвечающей потребностям людей:245.
В 1977 году «Демократичная психиатрия» помогла «Радикальной партии», уделявшей внимание главным образом защите прав человека, собрать более 700 тысяч подписей:248 к петиции, чтобы усовершенствовать законодательство о психиатрической помощи и таким образом запретить госпитализацию в психиатрические больницы:5. Согласно итальянскому законодательству, эта петиция могла послужить поводом к проведению национального референдума по данному вопросу:5. Во избежание референдума, проведение которого могло послужить поводом к нарастанию недовольства в адрес правящей партии:248, правительство приняло в мае 1978 года Закон 180 и тем самым положило начало ликвидации психиатрических больниц в Италии:6.

### MindFreedom International
Основанная в 1988 году международная коалиция MindFreedom International объединяет более сотни независимых групп в четырнадцати странах мира. Деятельность коалиции направлена на защиту граждан от насильственного назначения психотропных препаратов и шоковой терапии, от использования мер принуждения в психиатрических учреждениях. Официально заявленное кредо коалиции — необходимость защиты людей, получивших ярлык психически больных. Большая часть участников коалиции, численность которой насчитывает тысячи членов, являются, по их словам, бывшими жертвами жестокого обращения в психиатрической системе, но доступ в коалицию открыт всем, кто желает бороться за права человека, в том числе врачам, активистам и членам семей больных. MindFreedom получила статус неправительственной правозащитной организации в списке Экономического и Социального Совета ООН.
По определению MindFreedom, её программа по защите представляет собой сеть, созданную членами коалиции, которые действуют по принципу «один за всех и все за одного». Когда лицо, включённое в официальный список членов коалиции, подвергается или опасается подвергнуться недобровольному психиатрическому лечению, извещение об этом получает Объединённая сеть MindFreedom, после чего членов сети просят принять участие в организованных, конструктивных и ненасильственных акциях — например, в пикетах, митингах, извещении общественности и средств массовой информации и т. п. — с целью прекратить или предотвратить насильственное лечение.

### Mad Pride

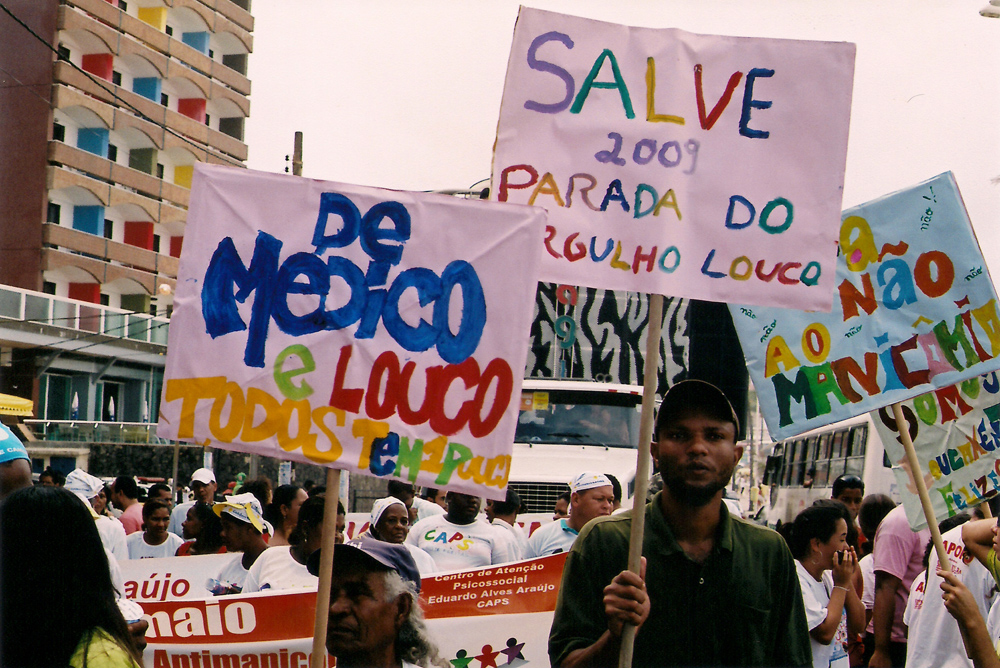
Парад Mad Pride в Салвадоре, Бразилия, 2009 год

Это движение было создано в 1993 году в ответ на предрассудки местного сообщества по отношению к людям с психиатрической историей, проживающим в пансионатах в канадском городе Торонто, и с тех пор в городе ежегодно проводится одноимённое мероприятие, за исключением 1996 года. Аналогичное движение появилось примерно в то же время в Великобритании. К концу 1990-х подобные мероприятия были организованы под именем Mad Pride по всему миру, включая Австралию, Ирландию, Португалию, Бразилию, Мадагаскар, ЮАР и США. По данным MindFreedom International, мероприятия Mad Pride привлекают тысячи участников.
Активисты Mad Pride выступают против злоупотребления в массовой культуре такими словами, как «сумасшедший» и «псих», и пытаются вкладывать в них более позитивное значение. Как утверждают участники группы, безумие — очень значимое, поворотное событие в жизни тех, кто им страдает, поэтому опытом безумия нужно гордиться:209. Посредством ряда кампаний в средствах массовой информации Mad Pride стремится перевоспитать широкую общественность в отношении таких тем, как причины психических расстройств, опыт клиентов системы психиатрической помощи и глобальная пандемия самоубийств.

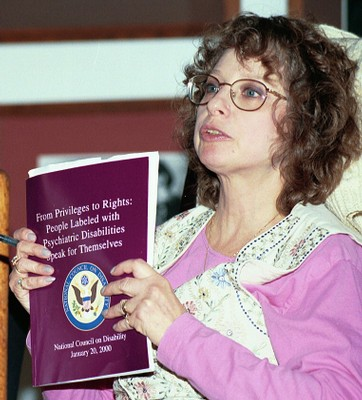
Джуди Чемберлин (1944—2010), американская активистка, лидер движения «выживших»

Mad Pride проводит собственные акции, фестивали, празднества. Очень значимую роль в мероприятиях, организуемых группой, играет музыка: по мнению членов Mad Pride, безумие является новым рок-н-роллом:209.
Одним из основателей Mad Pride в Великобритании являлся Пит Шонесси, который позже погиб от самоубийства. Среди других основателей движения были Марк Робертс, Роберт Деллар и Саймон Барнет. On Our Own: Patient-Controlled Alternatives to the Mental Health System, опубликованный в 1978 году Джуди Чемберлин, представляет собой основополагающий текст Mad Pride, хотя и вышедший из печати до возникновения движения.

## Оценки и мнения
Отмечая, что не вся антипсихиатрия была бесполезной и лишь саркастически настроенной и что можно понять вклад, который она внесла в защиту интересов лиц с психическими расстройствами, А. Сингх в журнале Indian Journal of Psychiatry пишет, что антипсихиатрия в сущности защищала индивидуальную реальность и свободу и что это похвальный подход.
Президент Всемирной психиатрической ассоциации Марио Мэй в 2008 году отметил:

Антипсихиатрия всё ещё реальность в некоторых странах, и наша профессия уникальна тем, что может создавать «собственные антитела».
Оригинальный текст (англ.)Antipsychiatry within psychiatry is still a reality in several countries, and our profession is unique among medical specialties in its ability to generate auto-antibodies.

### Критика
Якубик отмечает, что противников и сторонников антипсихиатрии часто объединяют общие гуманные цели, однако причиной отрицательного эмоционального реагирования на антипсихиатрию является радикализм антипсихиатрического движения. По мнению А. Якубика, экстремизм взглядов антипсихиатров заключается в том, что они:
- атакуют фундамент существующей психиатрической нозологии и эпистемологии (теории познания);
- подвергают сомнению медицинскую модель психического заболевания и критикуют неадекватные в связи с этим методы терапии (например, применение фармакологических методов вместо социальных), а также ошибочные профилактические мероприятия, не учитывающие социальные условия возникновения психических расстройств;
- подчёркивают принципиальное значение для возникновения психических расстройств социального контекста и патогенную роль административной системы лечения;
- борются с психотерапией, понимая её как процесс социального манипулирования и контроля (например, психотерапевтическое воздействие, направленное на приспособление индивида к обязательным социальным нормам);
- протестуют против принудительной госпитализации больных.

В свою очередь, радикализм антипсихиатрии может провоцироваться и вызываться жёсткостью и безапелляционностью традиционной психиатрии, «монополией психиатров на истину о причинах болезней и методах лечения».
Специалистами в области психиатрии и психологии порой критикуется сам термин «антипсихиатрия». Так, Дэниел Бёрстон отмечает, что и Лэйнг, и Фуко, и Томас Сас отвергали ярлык «антипсихиатрия» и, несмотря на значительное сходство их взглядов, резко отличались друг от друга по тем или иным ключевым вопросам. Кроме того, Бёрстон указывает, что нынешние «антипсихиатры» редко отвергают медицинскую модель психических расстройств, но критикуют конфликт интересов в сфере психиатрии: применение психофармакологических средств не во благо пациентам, а ради корпоративной прибыли. По мнению Бёрстона, термин «антипсихиатрия» неоправданно используется, чтобы заклеймить каждого, кто так или иначе критикует психиатрию; этот термин «пережил свою полезность», смысл этого слова излишне затемнён, и оно вводит в заблуждение.
Спецдокладчик ООН известный психиатр Дайнюс Пурас тоже упоминает об излишне широком и неоправданном применении термина «антипсихиатрия». А по мнению австралийского психиатра Найела МакЛарена, такое явление, как «глобальное антипсихиатрическое движение», отсутствует. МакЛарен утверждает, что он никогда не встречал никого, кто бы принял крайнюю позицию Томаса Саса, согласно которой все психические расстройства — это мошенничество, а все психиатры — шарлатаны, однако быстро растущее в мире разочарование психиатрией является реальностью.
По мнению президента Независимой психиатрической ассоциации России Юрия Савенко, негативная составляющая антипсихиатрических высказываний полезна и даже необходима для психиатров с профессиональной точки зрения, особенно в духе принципа фальсифицируемости, однако антипсихиатрия отпугивает лиц с психическими расстройствами и их родственников от врачей, в результате чего они чаще обращаются к парамедицине. Савенко также упоминает, что критика антипсихиатрами биомедицинской модели справедлива, но различные формы биопсихосоциальной модели возникли ещё задолго до антипсихиатрии и что психиатрия с конца XIX века определяется как наука о болезнях личности, а не психики (личность же представляет собой индивидуальное целое, включающее биологический, психический и духовный слои).

## Влияние антипсихиатрии на развитие психиатрии
Антипсихиатрия явилась одной из критических точек психиатрии, благодаря которой произошла её гуманизация и обновление её практики. Возникнув в рамках психиатрии, чтобы разрешить характерные для неё противоречия, антипсихиатрия оказалась маргинальным течением, позволившим взглянуть на эти противоречия со стороны. Она примирила двойственную природу психиатрии и придала новый смысл её традиционной практике, сработав в отдалённой перспективе во благо, а не во вред:373.
При своём возникновении психиатрия изначально была дисциплинарным институтом, занимающимся надзором за безумцами и их интернированием. Позднее она начала осознавать себя как медицинское пространство и стремиться к тому, чтобы стать медицинской наукой, но её практика долгое время оставалась и по-прежнему остаётся дисциплинарной практикой, что сближает психиатрию с пенитенциарной системой. Пытаясь забыть о своём прошлом, психиатрия в значительной мере игнорировала социальный контекст психического заболевания, так что об этих проблемах пришлось, как это сделали антипсихиатры, заговорить извне:375. Антипсихиатрия вернула психиатрии её собственную историю, столкнув психиатрию с самой собой, с тем, о чём она стремилась забыть и от чего уйти, но что лежало в её основе и приводило к противоречиям:377. В какой-то мере антипсихиатрия является стадией самой психиатрии — стадией отрицания и радикальной критики, которая позволила психиатрии, совершив, почти по Гегелю, синтез, перейти на другой уровень развития:378: позитивный тезис представляет собой классическая психиатрия, антитезис — антипсихиатрия, и после этого отрицания возникает диалектический скачок — синтез, осмысление радикализации, отрицание отрицания:406.
Психиатрия в период до возникновения антипсихиатрии, излишне замкнутая на себе самой, заблудилась в собственных противоречиях, противоречиях своей истории и методологии. Для того, чтобы двигаться дальше, ей нужен был взгляд извне — маргинальная теория и маргинальная практика. Маргинальность антипсихиатрии запустила процессы, которые на прежнем уровне развития психиатрии уже не работали: критику, самоосмысление, поиск альтернатив, их рефлексию. Правда оказалась заключена не в самой антипсихиатрии и не в психиатрии классической, но продуктивной оказалась сама ситуация маргинализации, позволившая увидеть ранее не заметные двери, открыть их и двигаться дальше — в различных направлениях:409.
Благодаря антипсихиатрии психиатрия сумела развить исторический подход к проблемам нормы и патологии, осмыслить социальную природу психических расстройств, изменение представления о безумии в различных обществах, культурах, эпохах. Именно благодаря антипсихиатрии стала возможной эпистемология психиатрии. Возникшие благодаря антипсихиатрии многочисленные версии эпистемологической теории безумия, психиатрической больницы, психиатрической помощи и др. привели к тому, что психиатрия смогла обратиться к собственному прошлому, осмыслить свою историю и в результате уточнить свою идентификацию:404.
Являясь протестным движением, антипсихиатрия объединила многих — как профессионалов, так и непрофессионалов, приведя к созданию множества ассоциаций: радикальных психиатров, медсестёр и психиатрического персонала, пациентов, родственников больных и др.:405 Благодаря антипсихиатрии в систему психиатрической помощи пришли смелые врачи, сочувствующие волонтёры и множество понимающих ситуацию людей:409.
Антипсихиатрическое движение оказало существенное влияние на структуру психиатрических служб, характер их деятельности и качество помощи психически больным. Начиная с 1960-х благодаря движению антипсихиатров возникли новые методы работы с больными (в частности, терапевтические общины, сотерии), были приняты более строгие законы, ограничивающие применение негуманных методов лечения и регламентирующие порядок недобровольных госпитализаций и психиатрической помощи, стало появляться более гуманное отношение к больным, в лечение и реабилитацию больных шире стало проникать применение социальных и психологических методов. Первым документом с изложением ряда основных этических норм, регламентирующих деятельность психиатров во всех странах, стала «Гавайская декларация» (англ. The Declaration of Hawaii), принятая на VI конгрессе Всемирной психиатрической ассоциации в Гонолулу (август — сентябрь 1977 года).
Процессы гуманизации, деинституционализации, дегоспитализации психиатрии — заслуга отнюдь не только антипсихиатров, но именно антипсихиатрия первоначально создала пространство, в котором эти процессы совершались. Акцентировав в психиатрии социальный контекст, антипсихиатрия создала то пространство борьбы, благодаря которому стали возможны программы социальной реабилитации, включение родственников в процесс лечения, возвращение пациентов к трудовой деятельности:405.
В СССР «железный занавес», отделявший врачей-психиатров от диалога в современной психиатрии и от многих её новаций, равно как и ошибок, препятствовал возможности знакомиться с работами западных антипсихиатров и с аргументированными возражениями других западных коллег. Лишь на рубеже XX—XXI веков появилась возможность знакомиться с западным опытом реформирования системы психиатрической помощи, осуществившегося в предыдущие десятилетия.